# Frankfurt-Praunheim

Wappendarstellung der Reichsministerialien von Praunheim, die Streubesitz in und um den Ort hatten und u. a. die Klettenburg und die Burg Philippseck erbauen ließen.

Praunheim ist seit dem 1. April 1910 ein Stadtteil von Frankfurt am Main in Hessen. Die Einwohnerzahl beträgt 16.700.

## Geografische Lage
Praunheim liegt im Nordwesten von Frankfurt am Main auf etwa 105 m ü. NHN, 6 km nordwestlich der Frankfurter Innenstadt. Sein höchster Punkt befindet sich mit 128 m Höhe am Steinbach an der Bundesautobahn 5 und der niedrigste Punkt mit 99 m Höhe an der „Rohrbrücke“ über die Nidda. Es liegt am Nordufer der Nidda am Wanderweg des Frankfurter Grüngürtels und am Niddapark (Volkspark Niddatal). Die Kirche steht zentral im alten Dorfkern. Praunheim grenzt (von Nord nach Süd) an Niederursel, Heddernheim, Ginnheim, Hausen, Westhausen und Rödelheim.

## Geschichte

### Ur- und Frühgeschichte
Das Gebiet um Praunheim ist seit der Jungsteinzeit (etwa 6000 Jahren) besiedelt. Grundlage hierfür bildete der für landwirtschaftliche Erträge günstige Lößboden des Ebelfeldes. Es wurden hier zahlreiche archäologische Befunde gesichert.
Zwischen Heddernheim und Praunheim fanden sich die Reste von mindestens zehn frührömischen Militärlagern, die einen strategischen Schwerpunkt für die Eroberung der Wetterau bildeten. Eine römische Militärstraße führte einerseits in die Wetterau und andererseits Richtung Mainz. Die römische Stadt Nida lag an der Grenze Praunheims. Diese archäologische Stätte wurde anlässlich des Baus der Römerstadt (1927–1929) und der Nordweststadt (1961–1973) zerstört.

### Mittelalter

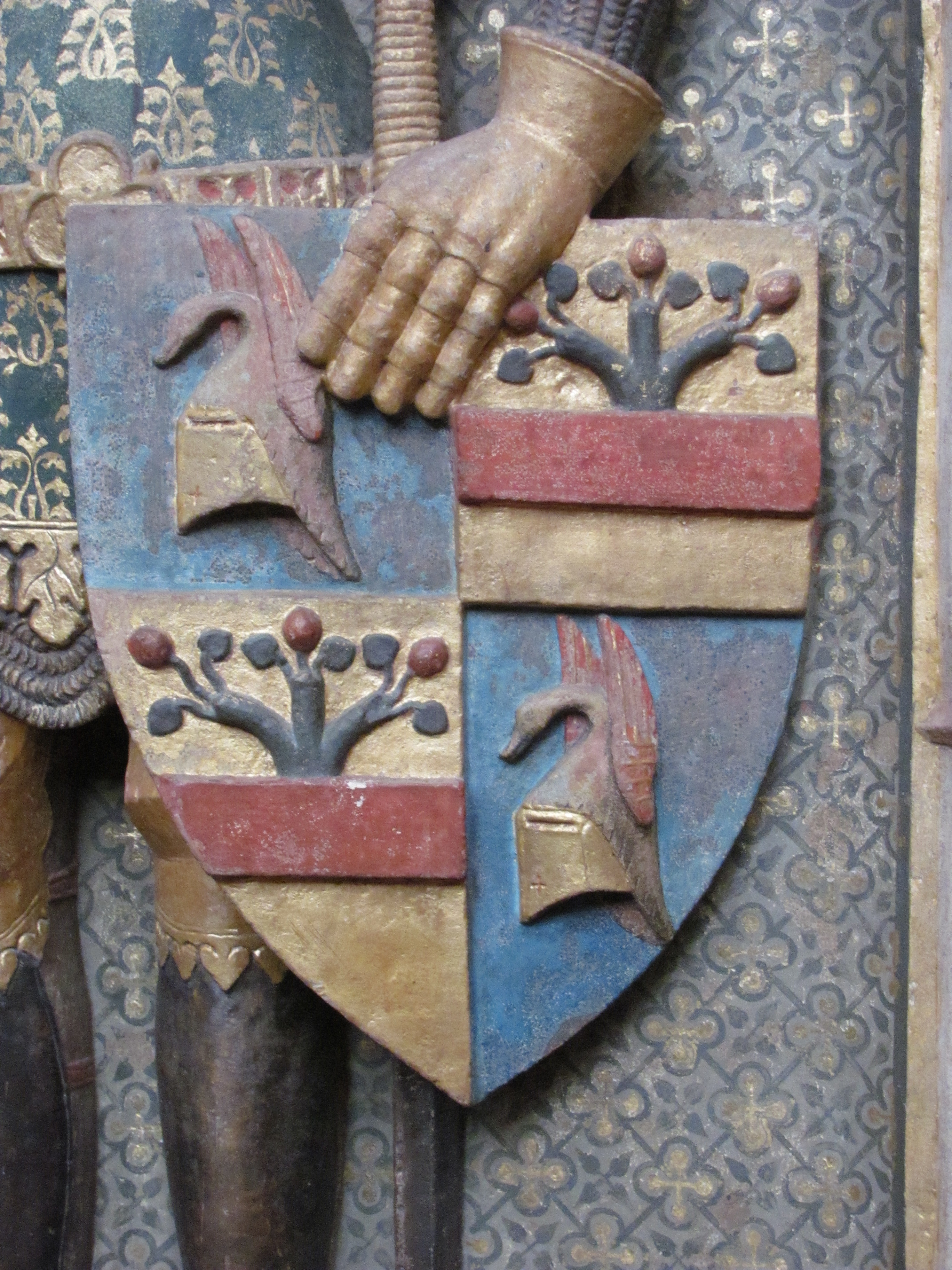
Wappen derer von Praunheim am Epitaph Rudolfs von Sachsenhausen

Die älteste erhaltene Erwähnung des Ortes stammt aus dem Jahre 804 unter dem Namen Praunheim (Brumheim) als im Niddagau gelegen. Im Hochmittelalter zählte Praunheim zum Gericht und späteren Amt Bornheimerberg. Praunheim war damit Königsgut. Im Bereich der Kirche lag in der Nähe der Nidda ein vermutlich wasserumwehrter Königshof. Die Klettenburg und (seit 1676) die Augustusburg lagen in Richtung Niederursel in dem damals sumpfigen Steinbachtal. Der örtliche Adel, die Herren von Praunheim, waren eine der führenden Familien in der Wetterau und stellten im 12. und 13. Jahrhundert eine Reihe von Schultheißen der Reichsstadt Frankfurt am Main.
Im Jahr 1320 verpfändete König Ludwig IV. den Bornheimerberg an Ulrich II. von Hanau, so dass Praunheim zur Hälfte zunächst zur Herrschaft Hanau, später zur Grafschaft Hanau-Münzenberg gehörte. Die andere Hälfte gehörte den Grafen von Solms. Aus diesem doppelten Anspruch wuchs ein Kondominat. Der Hanauer Teil an Praunheim war als Lehen zunächst an die Herren von Praunheim vergeben. Diese Familie spielte eine erhebliche Rolle in der Stadtgeschichte Frankfurts. So ist zum Beispiel der Ritter Wolfram I. von Praunheim der erste bekannte Schultheiß der Stadt Frankfurt am Main.
Eine weitere Burg, die Alte Burg, lag inmitten von Praunheim.
Im Jahre 1132 erwarb der Mainzer Erzbischof das Investiturrecht der Praunheimer Kirche.
Zum Kirchspiel Praunheim gehörten ursprünglich Ginnheim, Rödelheim (bis 1464), Hausen (bis 1772), Heddernheim (bis 1821) und Niederursel. Seit 1336 war das Leonhardstift in Frankfurt Patronatsherr, aber auch die Erzbischöfe von Mainz erhoben darauf Anspruch. Nach dem Ende des alten Reiches besaß die Stadt Frankfurt bis 1906 das Patronatsrecht. Kirchliche Mittelbehörde war das Archidiakonat des Propstes von St. Peter in Mainz, Dekanat Eschborn.
Bis zur Eingemeindung zur Stadt Frankfurt besaß Praunheim gemeindeeigenen Wald am Sandplacken (dessen Fläche etwa 99 ha beträgt mit der höchsten Erhebung von 684 m NN. auf dem Kolbenberg). Das Waldstück wird durch den Grenzsteinlehrpfad umschlossen.

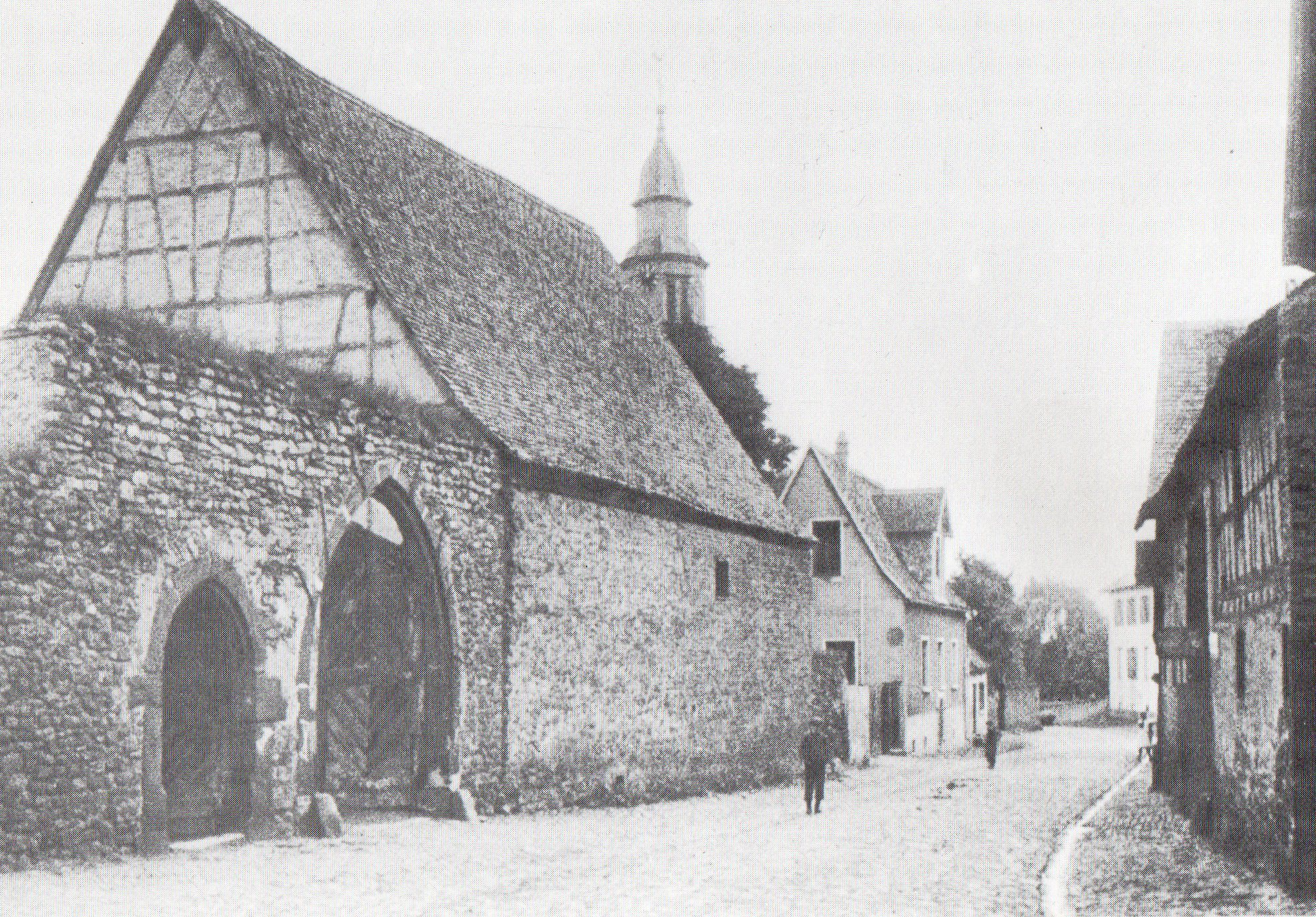
Ehemaliges Burgtor
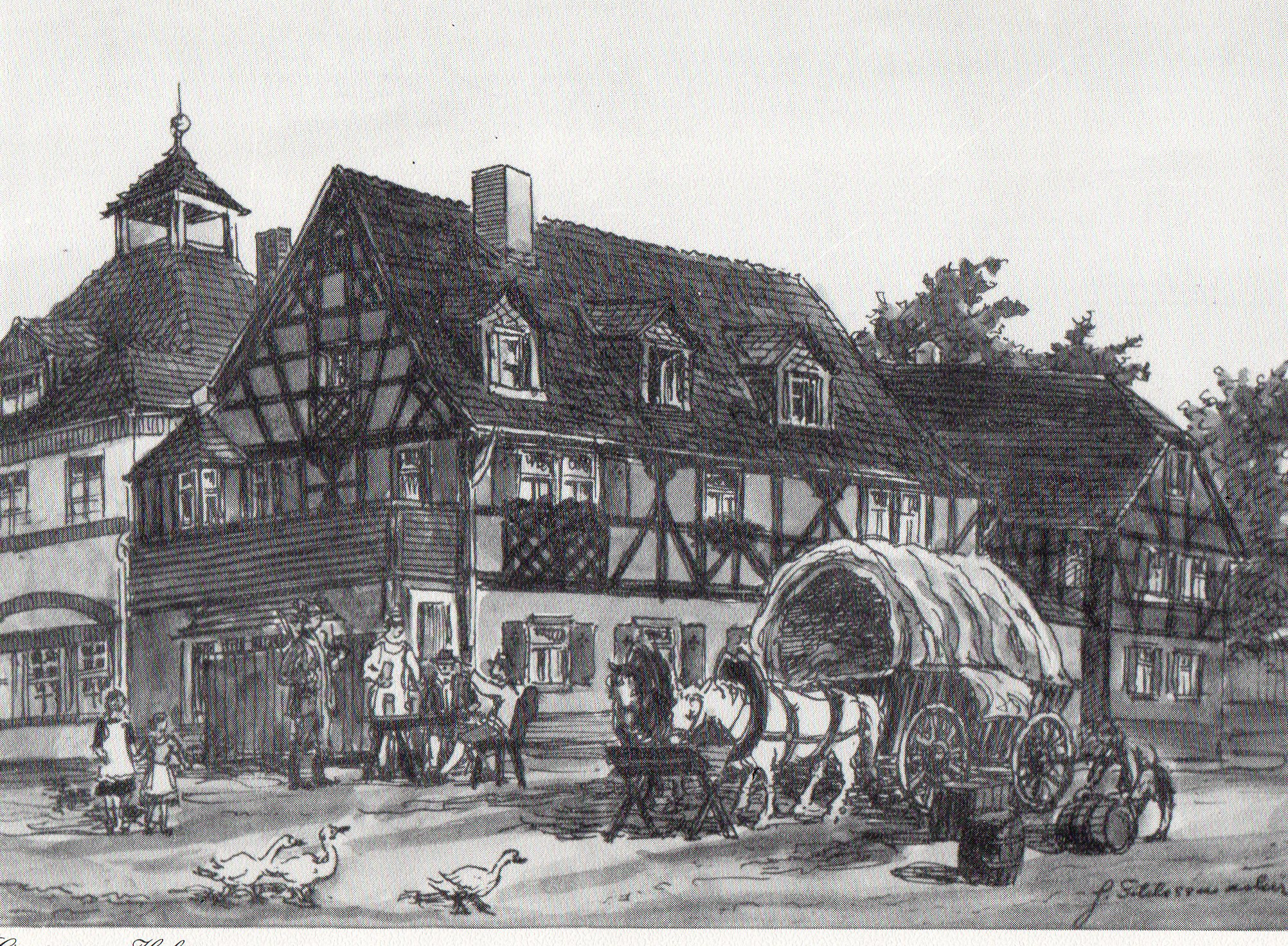
Alt-Praunheim 44 um 1900
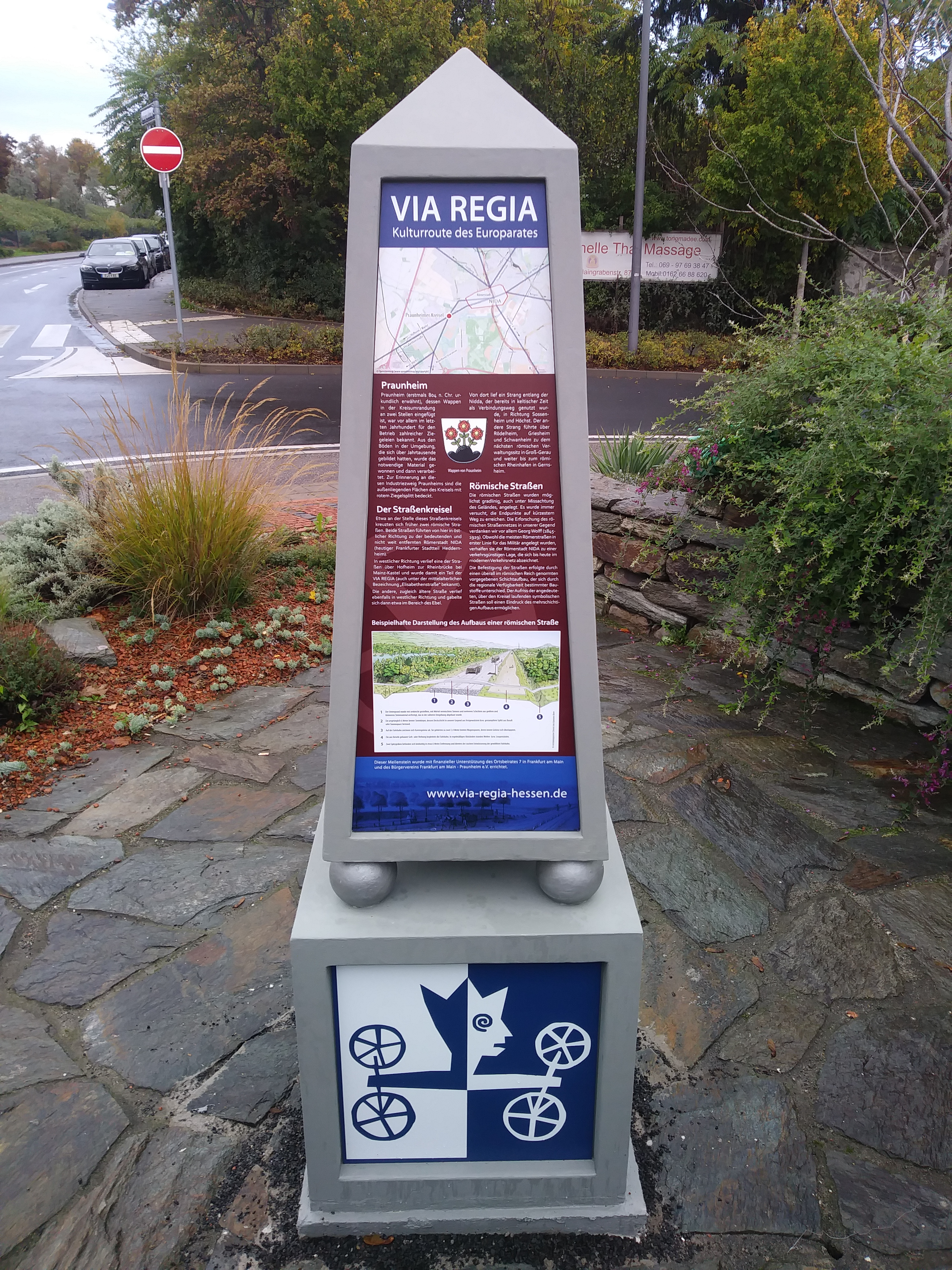
Hinweisschild auf die alten Straßen der Römer
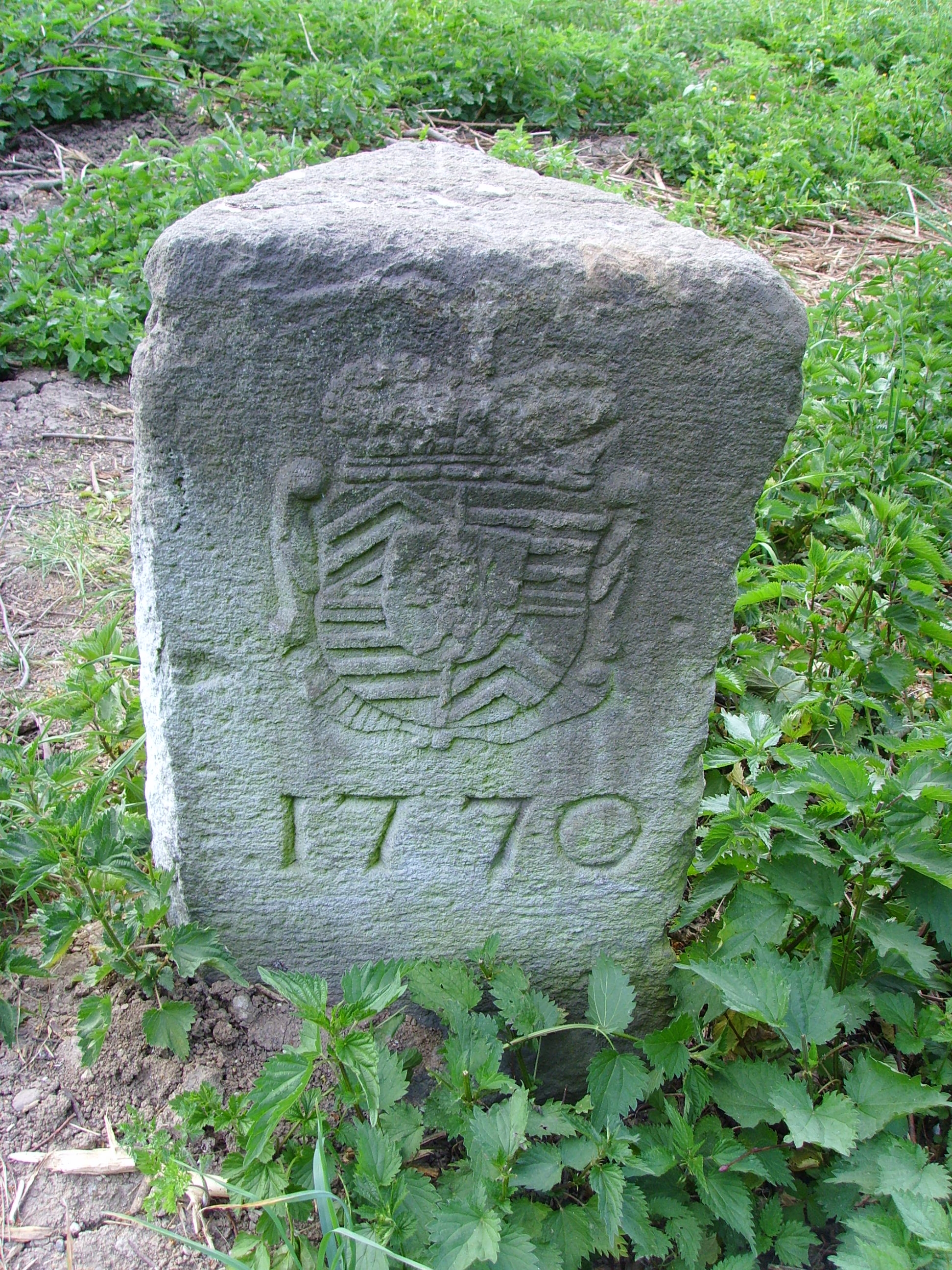
Grenzstein im heutigen Niddapark

### Historische Namensformen
- Brumheim (804)
- Brunniheim (1063)
- Prumheim (1132)
- Phrumheim (1211)
- Prumheim (1247)
- Prhumheim (1276)
- Brumheim (1323)
- Promheim (1374)
- Brunheim (1477)

### Neuzeit
Graf Friedrich Magnus von Solms und Graf Philipp III. von Hanau-Münzenberg führten 1545 die Reformation nach lutherischer Lehre in Praunheim ein. Der Solmser Anteil von Praunheim gehörte zur Grafschaft Solms-Rödelheim, Amt Rödelheim.
1770 wurde ein Grenzstein neu gesetzt, nachdem es zu Streitigkeiten um einen Grenzverlauf gekommen war. Die Ginnheimer beanspruchten den Graben im Woog für sich, da er regelmäßig zur Fischwaid verpachtet wurde.
Nach dem Tod des letzten Hanauer Grafen, Johann Reinhard III. erbten dessen Anteil an Praunheim zusammen mit der Grafschaft Hanau-Münzenberg die Landgrafen von Hessen-Kassel. Aus der Landgrafschaft Hessen-Kassel wurde 1803 das Kurfürstentum Hessen. Durch den Reichsdeputationshauptschluss fiel der Solms-Rödelheimer Anteil von Praunheim an das Großherzogtum Hessen. Vorübergehend gehörte Praunheim in napoleonischer Zeit zunächst 1806 bis 1810 zum Kaiserreich Frankreich, Fürstentum Hanau, Amt Bornheimerberg, dann von 1810 bis 1813 zum Großherzogtum Frankfurt, bevor es wieder zu einem Kondominat zwischen dem Kurfürstentum und dem Großherzogtum Hessen wurde. Diese Gemengelage wurde 1816 bereinigt, als das Großherzogtum seine Hälfte Praunheims an das Kurfürstentum abtrat. Nach der Verwaltungsreform des Kurfürstentums Hessen von 1821, in deren Rahmen Kurhessen in vier Provinzen und 22 Kreise eingeteilt wurde, gehörte Praunheim zum Landkreis Hanau. Das Kurfürstentum unterlag als Verbündeter Österreichs 1866 im Preußisch-Österreichischen Krieg dem Königreich Preußen. Dieses annektierte daraufhin Kurhessen und damit auch Praunheim. Ab 1866 gehörte Praunheim nun zur Preußischen Provinz Hessen-Nassau, dem Regierungsbezirk Kassel und dem Landkreis Hanau, ab 1886 dem Landkreis Frankfurt. Zum 1. April 1910 wurde Praunheim in die Stadt Frankfurt eingemeindet.

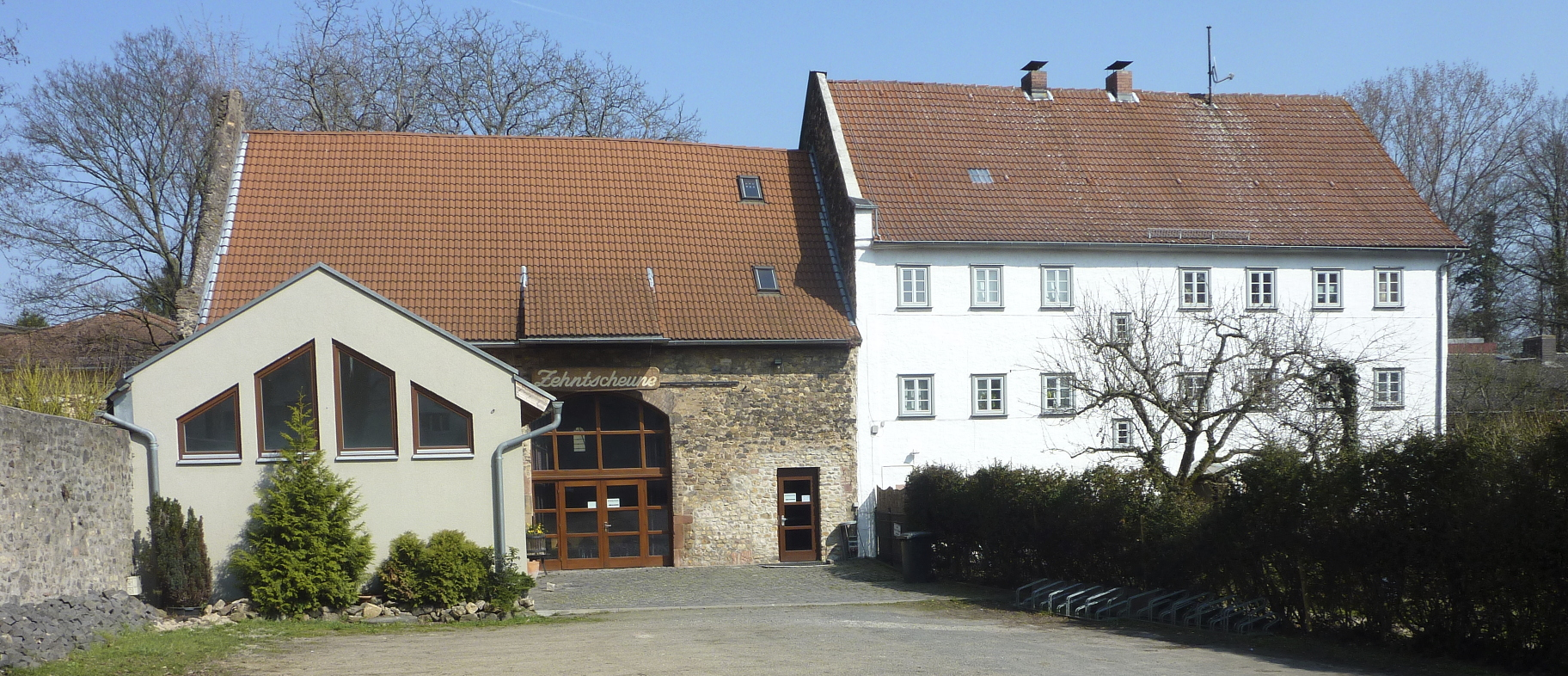
Zehntscheune (Mitte) und Junkerhof
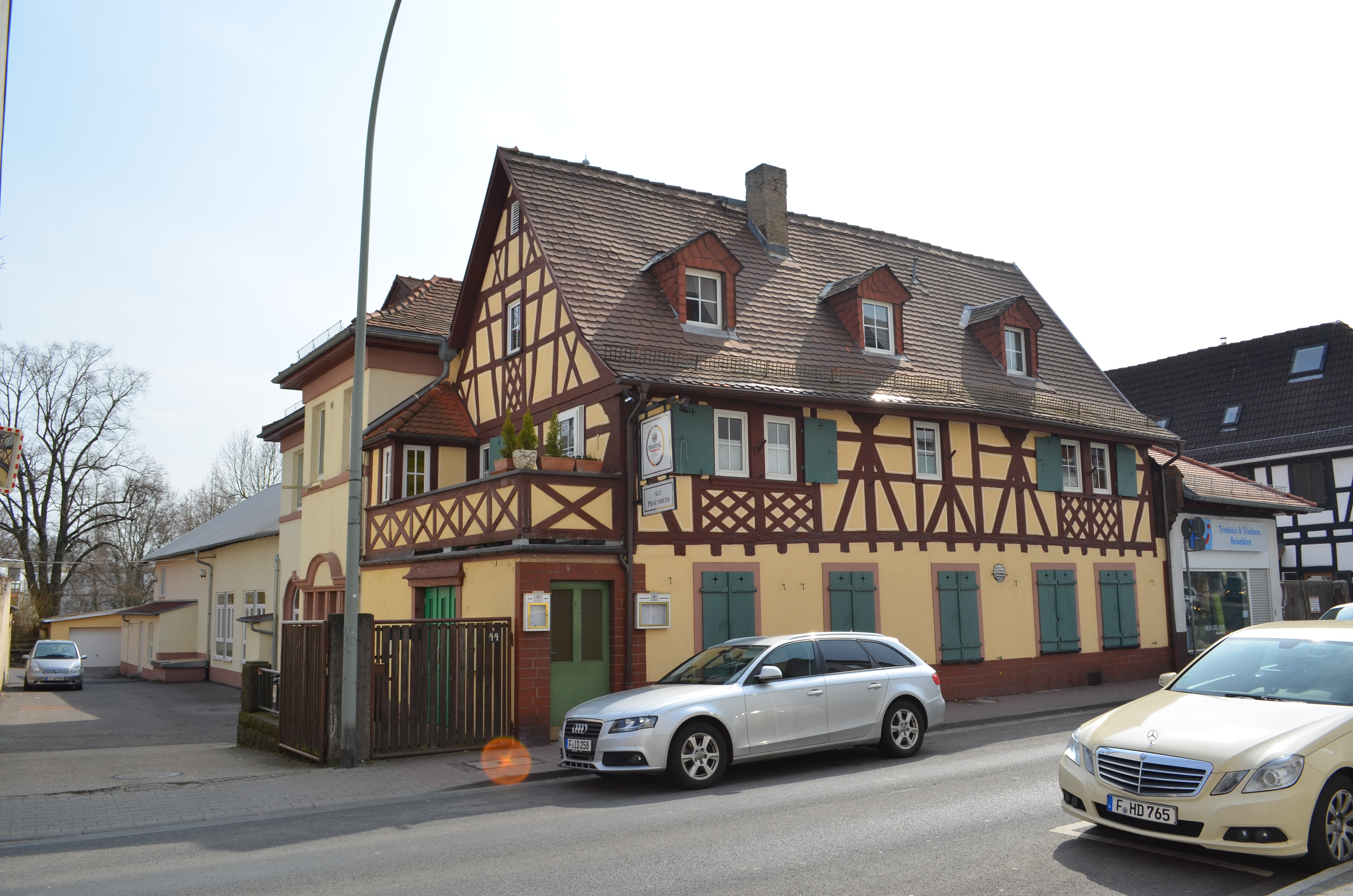
Alt-Praunheim 44
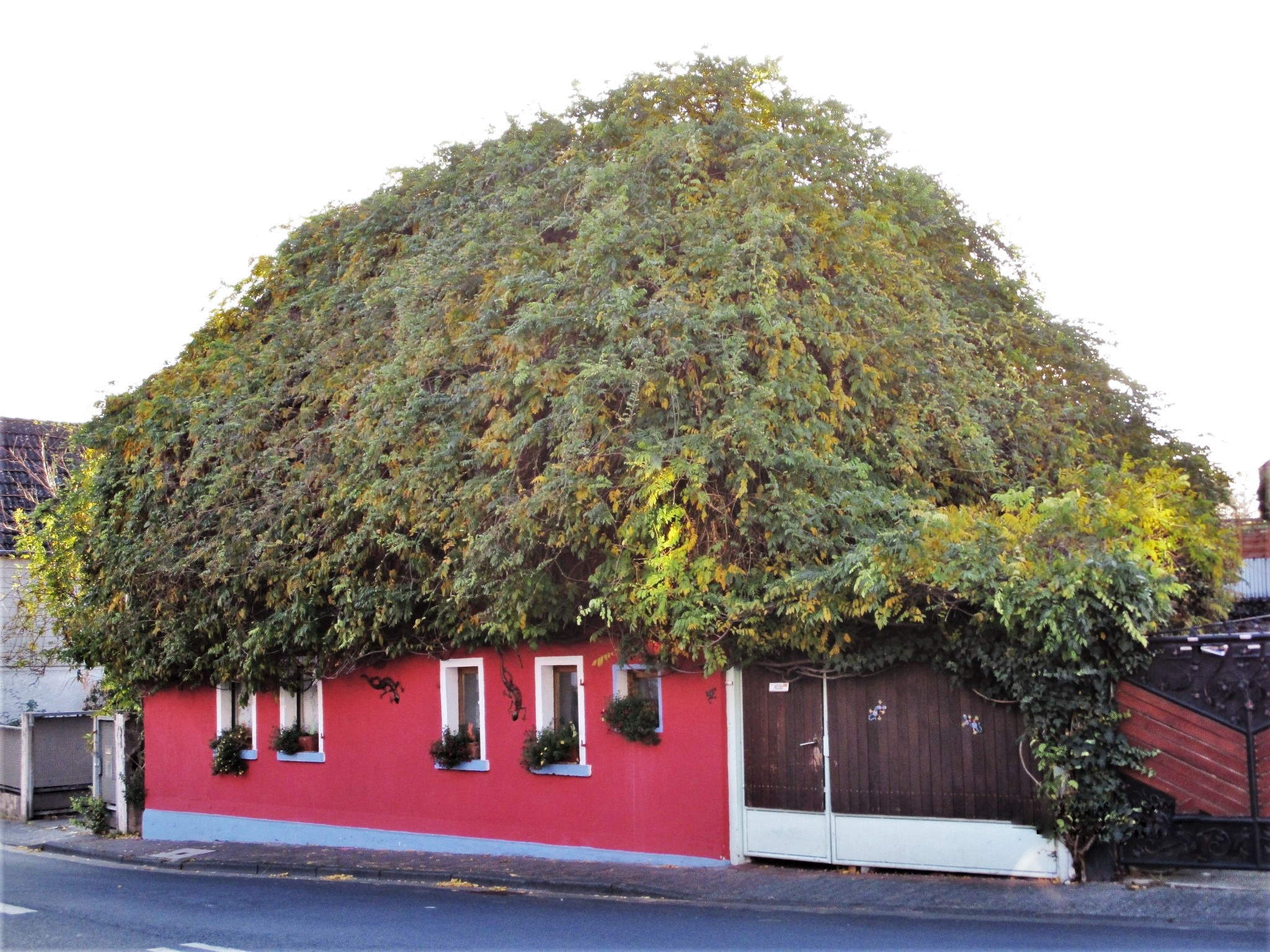
Alt-Praunheim 45
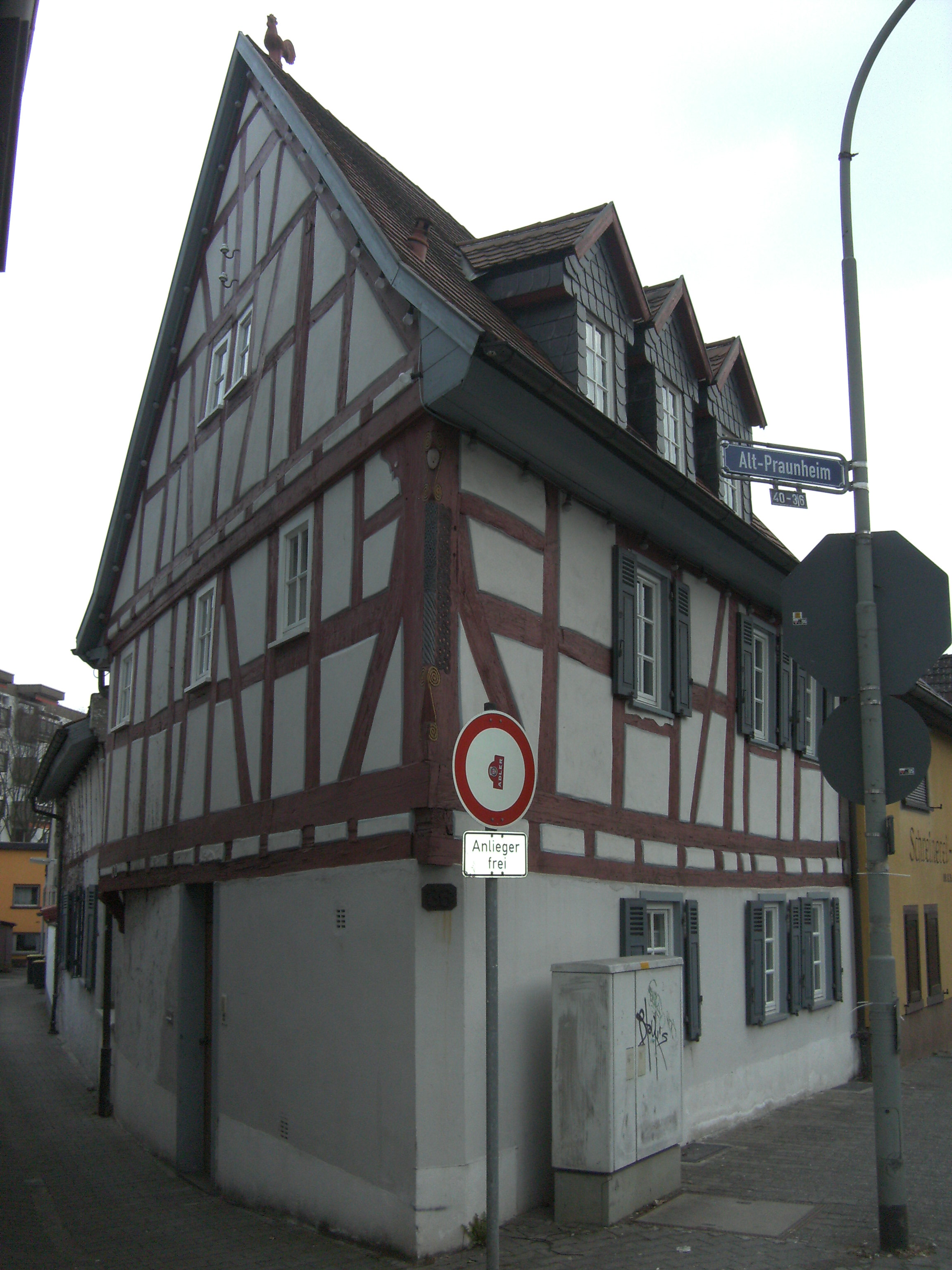
Alt-Praunheim 36
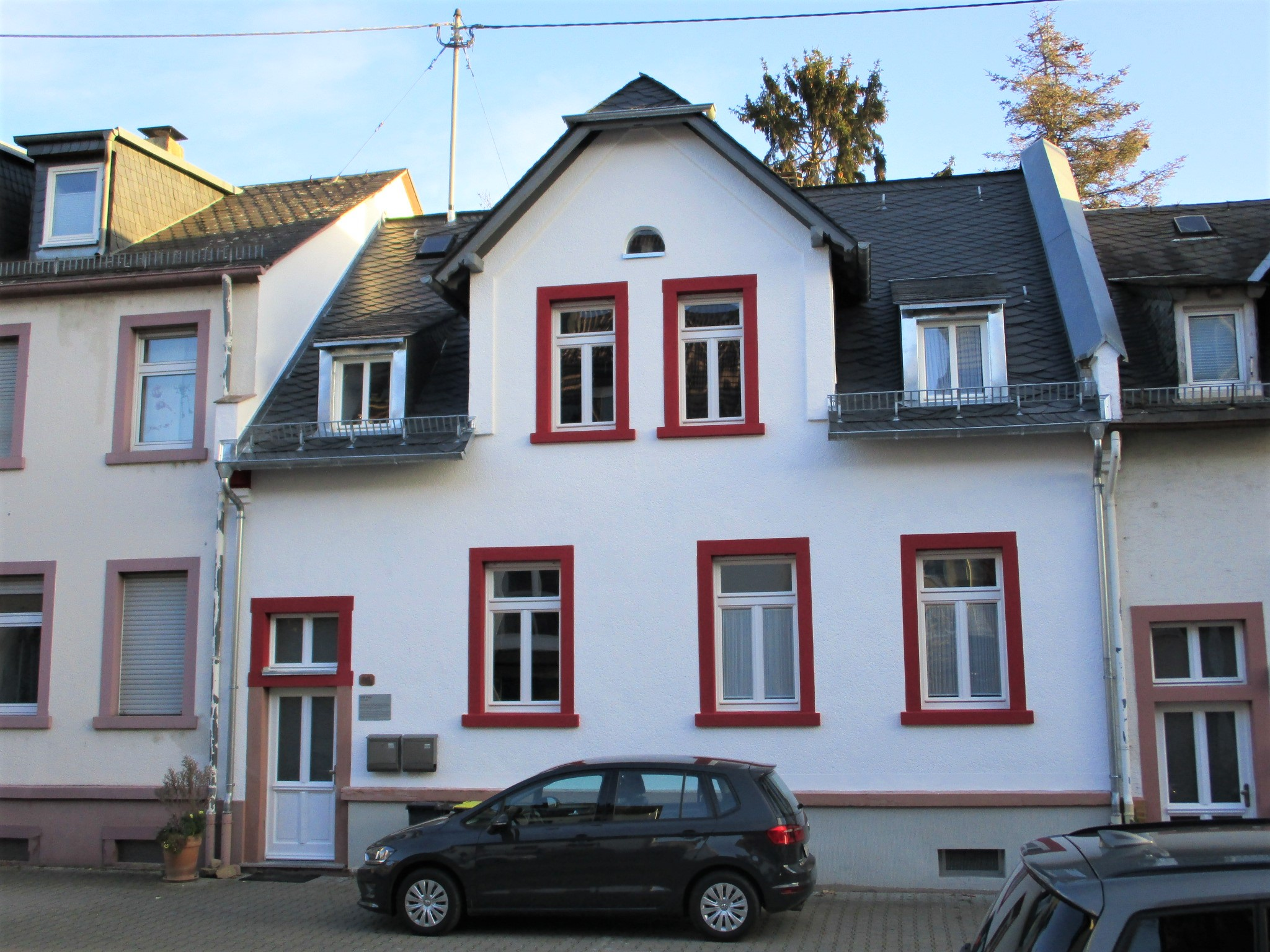
Willi-Petri-Haus, Am Ebelfeld 19
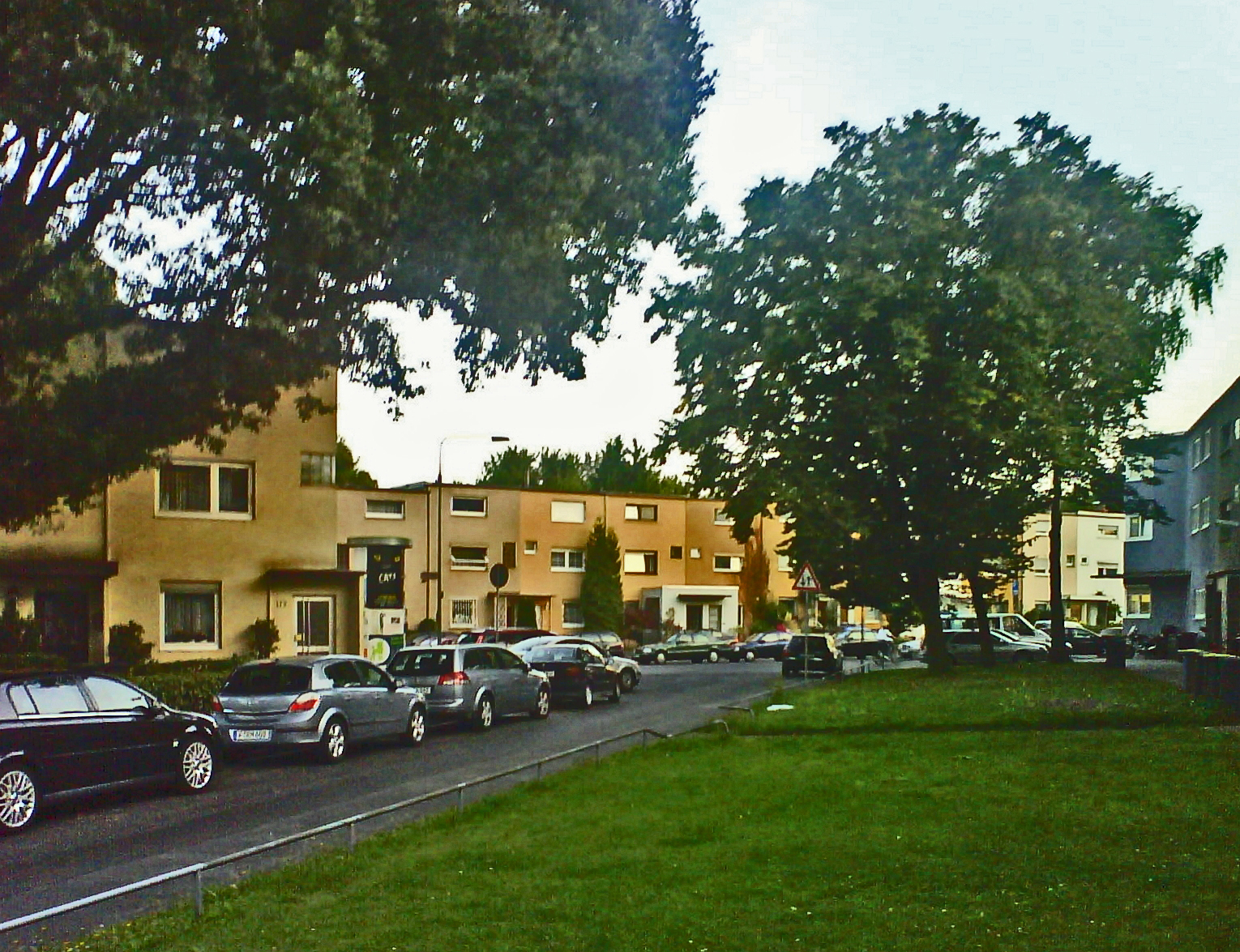
Typischer Straßenzug aus der Siedlung Praunheim

### Einwohnerentwicklung
- 1609: 00.293 Einwohner, davon 127 Erwachsene
- 1612: 00.074 Steuernde
- 1753: 00.113 Haushaltungen
- 1834: 00.595 Einwohner
- 1840: 00.629 Einwohner
- 1895: 01.055 Einwohner
- 1910: 01.413 Einwohner
- 1956: 12.456 Einwohner
- 1985: 15.398 Einwohner
- 2018: 16.492 Einwohner[3]

## Politik
Für die Kommunalwahlen in Praunheim sind maßgeblich die Ortsbezirke 7 und 8 (Ortsbezirk 7 Frankfurt-Mitte-West: Rödelheim, Praunheim, Hausen und Ortsbezirk 8 Frankfurt-Nord-West: Niederursel, Heddernheim, Praunheim-Nord).

## Bebauung

### Siedlung Praunheim
Zur Milderung der dramatischen Wohnungsnot nach dem Ersten Weltkrieg ließ der von Oberbürgermeister Ludwig Landmann berufene Hochbaudezernent Ernst May in Praunheim eine Trabantenstadt errichten, die westlich des alten Ortskernes zwischen Heerstraße und der Nidda liegt. In der Siedlung Praunheim wurden in wenigen Jahren (1926–1929) knapp 1500 Wohnungen im Bauhausstil errichtet. Die Siedlung Praunheim gilt als Prototyp des sozialen Wohnungsbaues in Frankfurt und weit darüber hinaus, obwohl es sich hierbei nicht um Mietwohnungsbau durch eine gemeinnützige Wohnungsbaugesellschaft, wie in fast allen Siedlungen der Zwanziger Jahre deutschlandweit üblich, sondern um eine Reichsheimstättensiedlung, die direkt durch die Stadt Frankfurt errichtet wurde und deren Wohnbauten nach Fertigstellung mit den auf der Heimstätte liegenden sozialen Bindungen verkauft wurden. Bekannt wurde auch die erstmals in der Siedlung Praunheim eingebaute Frankfurter Küche, eine von der bis dahin üblichen Wohnküche radikal abweichende architektonische Gestaltung, nach der die Küche nur noch ein kleiner rein funktionaler Raum (Laborküche) war. Stattdessen wurde die Wohnung mit einem Wohnzimmer als Familientreffpunkt ausgestattet, ein in Arbeiterkreisen bislang ungewohnter Raum.
Die Bewohner der Siedlung Praunheim bildeten auf einer ersten Versammlung am 30. Juni 1927 den noch heute bestehenden „Siedlerverein der Siedlung Frankfurt am Main – Praunheim“, der die Interessen der seit 1993 von der Reichsheimstättenbindung befreiten Eigentümer vertritt.

### Künstlerkolonie 1967
1964 stellte der Frankfurter Planungsdezernent Hans Kampffmeyer in Praunheim zehn Grundstücke zur Bebauung mit modernen Häusern für Künstler zur Verfügung. Die Häuser entstanden in der Straße An den Pflanzländern 2-22 im Zusammenhang mit der für 1969 vorgesehenen aber aus finanziellen Gründen nicht stattgefundenen Bundesgartenschau.

### Heinrich-Lübke-Siedlung und Baumaßnahmen Heerstraße
In der in den 1970er Jahren in Praunheim errichteten Heinrich-Lübke-Siedlung gibt es ca. 600 Wohnungen für ca. 2.000 Bewohner in drei- bis achtstöckigen Wohngebäuden. Die mehrjährigen umfassenden Sanierungs- und Neubaumaßnahmen durch die städtische ABG Frankfurt Holding wurden im Jahre 2016 größtenteils fertiggestellt.
Im Bereich der Heerstraße findet eine permanente Weiterentwicklung und Ausdehnung des Stadtteils statt. Sowohl in Form von Neubau- und Sanierungsmaßnahmen von Wohnhäusern (teilweise öffentlich gefördert) als auch im Rahmen des umfangreichen Ausbaus des Gewerbegebietes Nördliche Heerstraße.

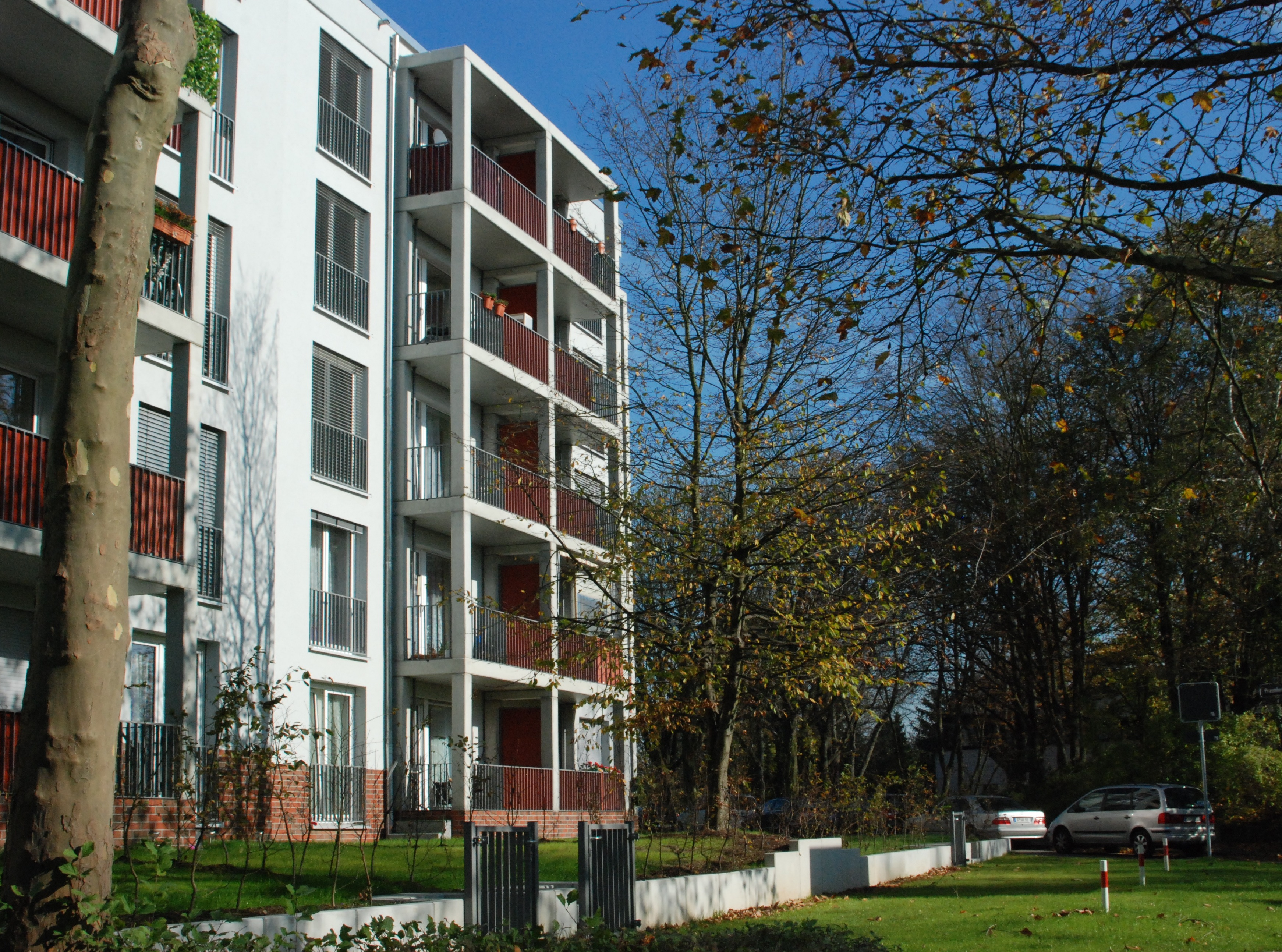
Heinrich-Lübke-Siedlung

## Wirtschaft
Praunheim ist ein teilweise noch landwirtschaftlich geprägter Stadtteil mit unterdurchschnittlicher Arbeitslosenquote. Es sind zahlreiche Einzelhändler und große Unternehmen ansässig.
Wichtige Arbeitgeber in der Region sind u. a. die Mercedes-Benz AG und die ABB Ltd an der Heerstraße bzw. Stierstädter Straße. Ebenfalls an der Heerstraße befanden sich einst die Produktionsstätten des historisch größten Arbeitgebers Praunheims, der Firma Hartmann & Braun, die während des Zweiten Weltkrieges dorthin verlagert wurden. Hartmann & Braun war in den Jahren 1941 und 1942 ein kriegswichtiger Betrieb. Das neue Werk Praunheim hatte zeitweise rund 1000 Mitarbeiter beschäftigt. Nach der Umsiedelung des Unternehmens im Jahre 1997 erfolgte der Abbruch der Gebäude und eine Neubebauung mit Reihenhäusern.

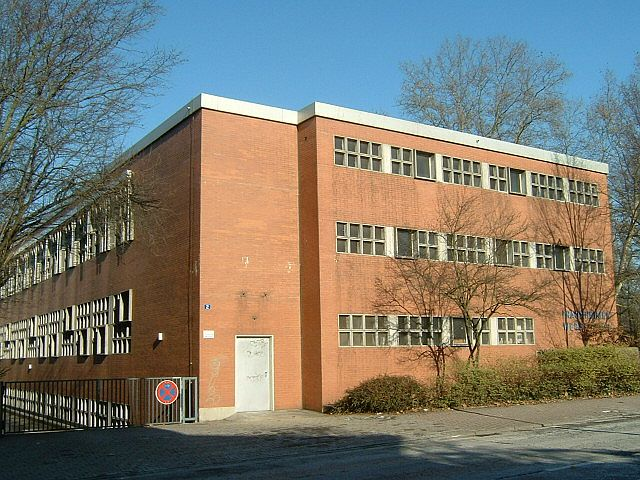
Praunheimer Werkstätten – ehem. Produktionswerkstatt
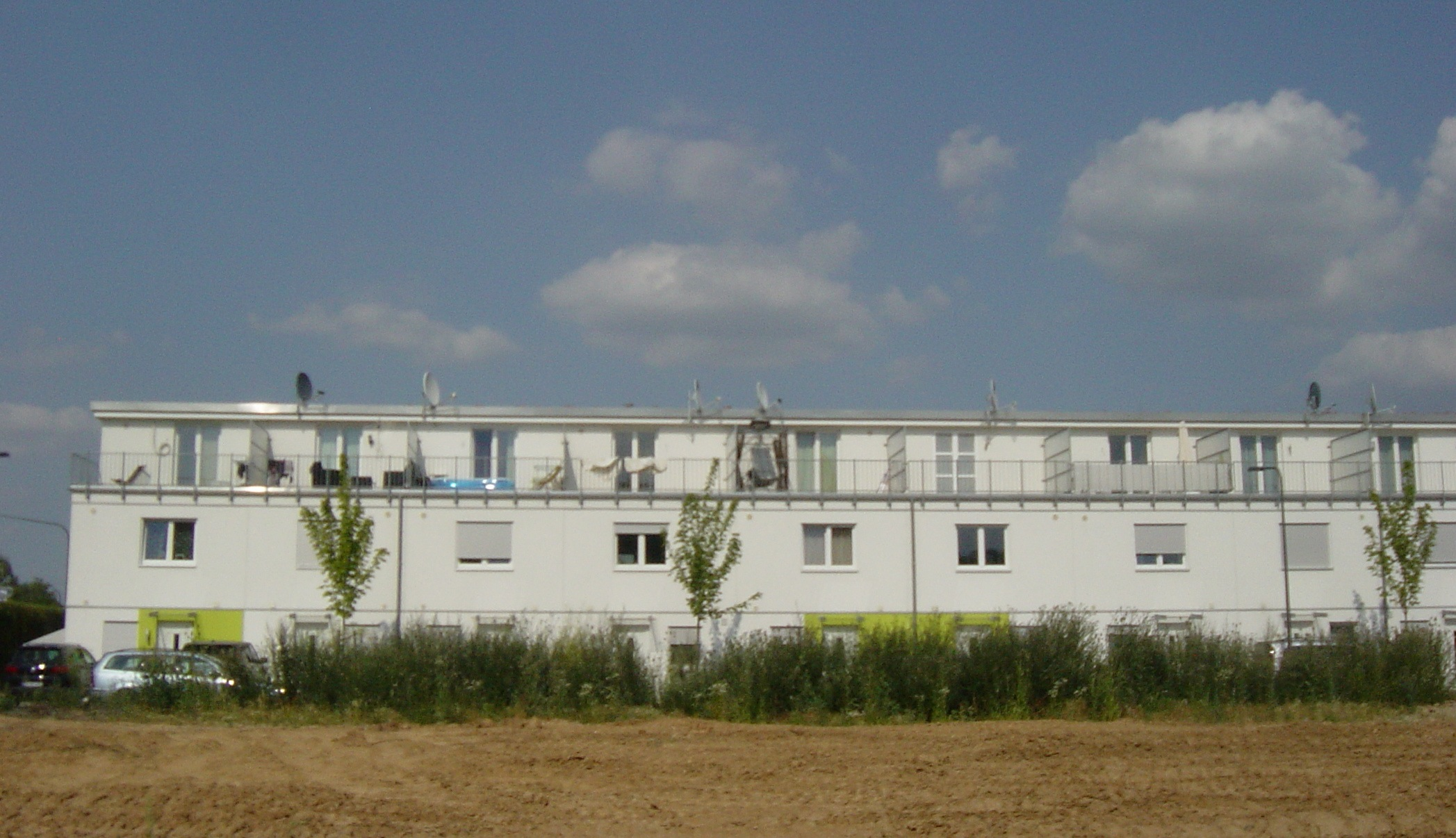
Frankfurt-Praunheim, ehem. Produktionsstätte der Hartmann & Braun AG, jetzt Karl-Klee-Weg, Wohnpark Praunheim,

## Soziale Einrichtungen und Kliniken

### Nordwestkrankenhaus
Auf einer Anhöhe liegt das im Jahre 1960 gegründete und später modernisierte und erweiterte Krankenhaus Nordwest im Steinbacher Hohl 2–26, welches mit zahlreichen Fachrichtungen überregional frequentiert wird.

### Praunheimer Werkstätten
In Praunheim hat sich eine weit über die regionalen Grenzen bekannte Behindertenwerkstatt zur Förderung behinderter Menschen etabliert, die unter dem Namen Praunheimer Werkstätten gGmbH (pw) handgefertigte Produkte vertreibt. Neben traditionellem Holzspielzeug werden auch Möbel und Dienstleistungen angeboten. Die Produktionswerkstatt befand sich früher in der Graebestraße an der Praunheimer Brücke. Nach Fertigstellung eines modernen Neubaus in der Christa-Maar-Straße fand der Umzug im Jahre 2016 statt. Außerdem gibt es eine Wohneinrichtung für behinderte Menschen in den historischen Gebäuden der Praunheimer Mühle. Die ehemaligen Werkstattgebäude der Praunheimer Werkstätten in der Graebestraße werden seit 2016 für einen begrenzten Zeitraum als Flüchtlingsunterkunft genutzt.

### Altenpflegeheim Alt-Praunheim
In Alt-Praunheim 48 befindet sich das Alten- und Pflegeheim Praunheim des Frankfurter Verbands für Alten- und Behindertenhilfe e. V.

## Kirchen
- Evangelische Auferstehungskirche, Graebestraße 2, 60488 Frankfurt; 1748 brannte die alte Kirche ab, bereits 1770–1773 war der Neubau fertig. Die heutige Kirche ist ein barocker Saalbau mit Haubendachreiter, der nach ihrer Zerstörung im Zweiten Weltkrieg bei den Luftangriffen auf Frankfurt am Main 1949 wiedererrichtet wurde.

- Evangelische Kirche Wicherngemeinde, Pützerstraße 96a, 60488 Frankfurt
- Zentrum Ökumene der EKHN, Praunheimer Landstraße 206, 60488 Frankfurt
- Katholische Christ-König-Kirche, Damaschkeanger 156, 60488 Frankfurt, 1930 geweiht
- Neuapostolische Kirche Frankfurt (NAK), Praunheimer Hohl 1, 60488 Frankfurt, 2002–2004 saniert

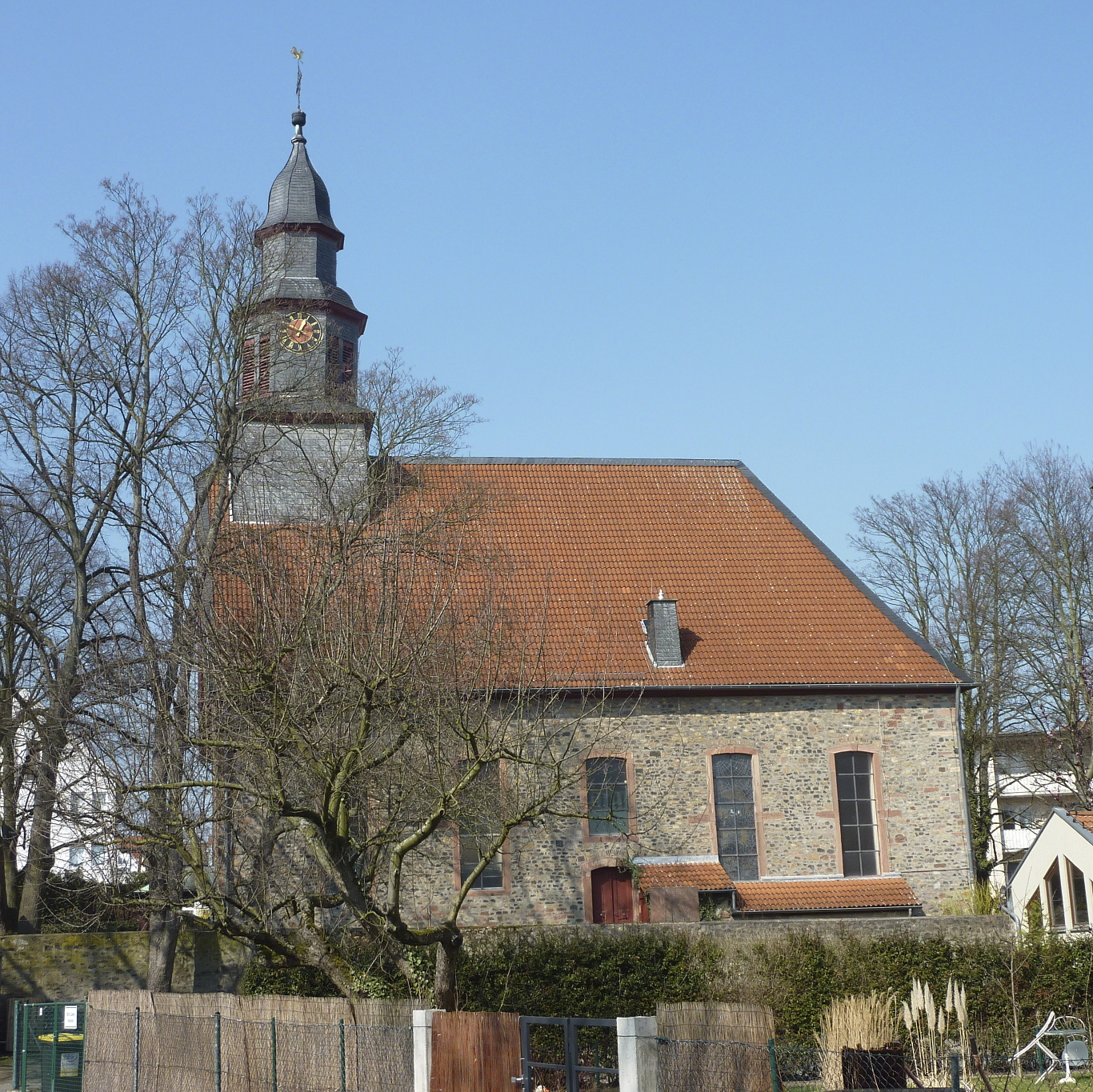
Evangelische Auferstehungskirche
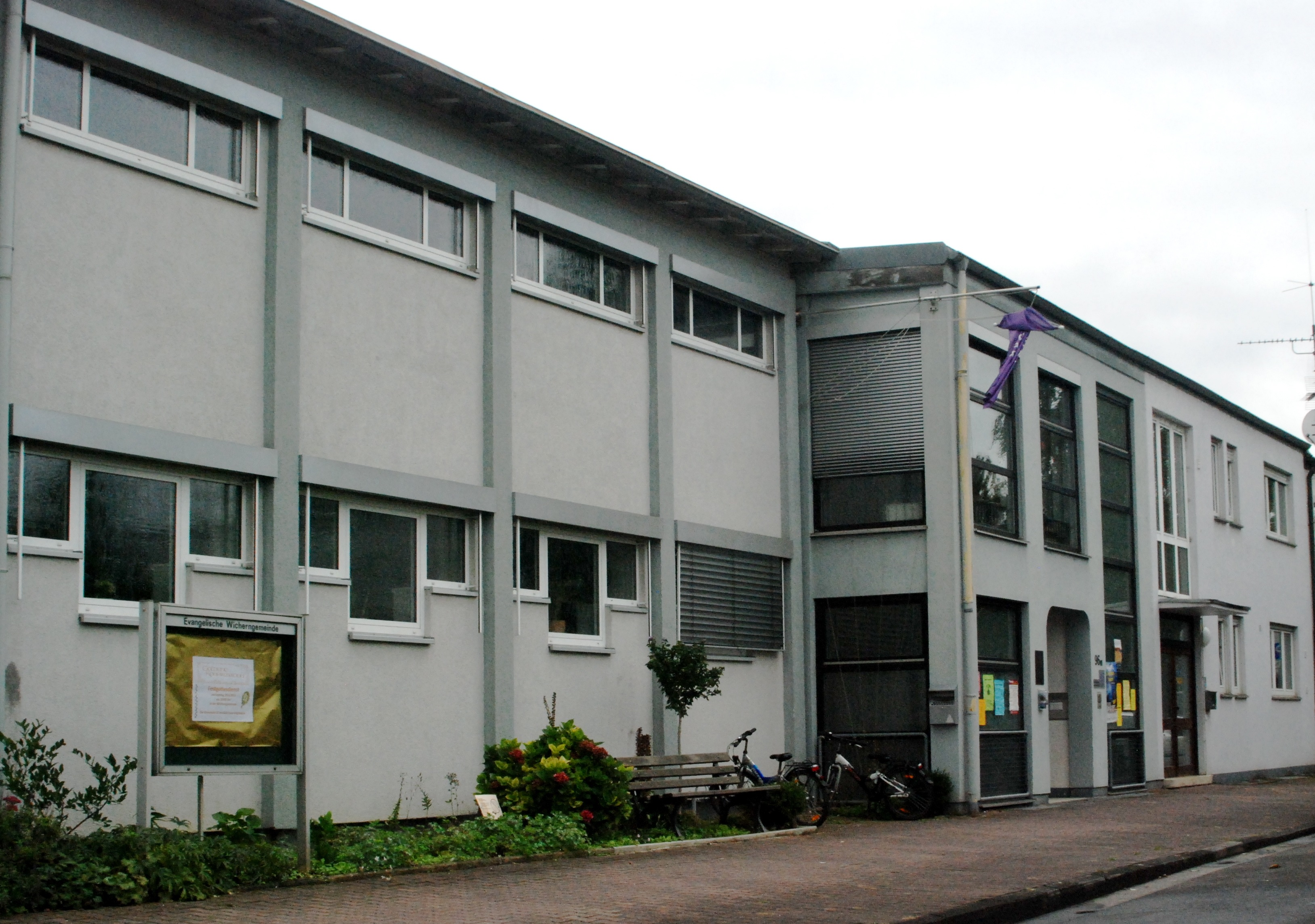
Evangelische Kirche Wicherngemeinde
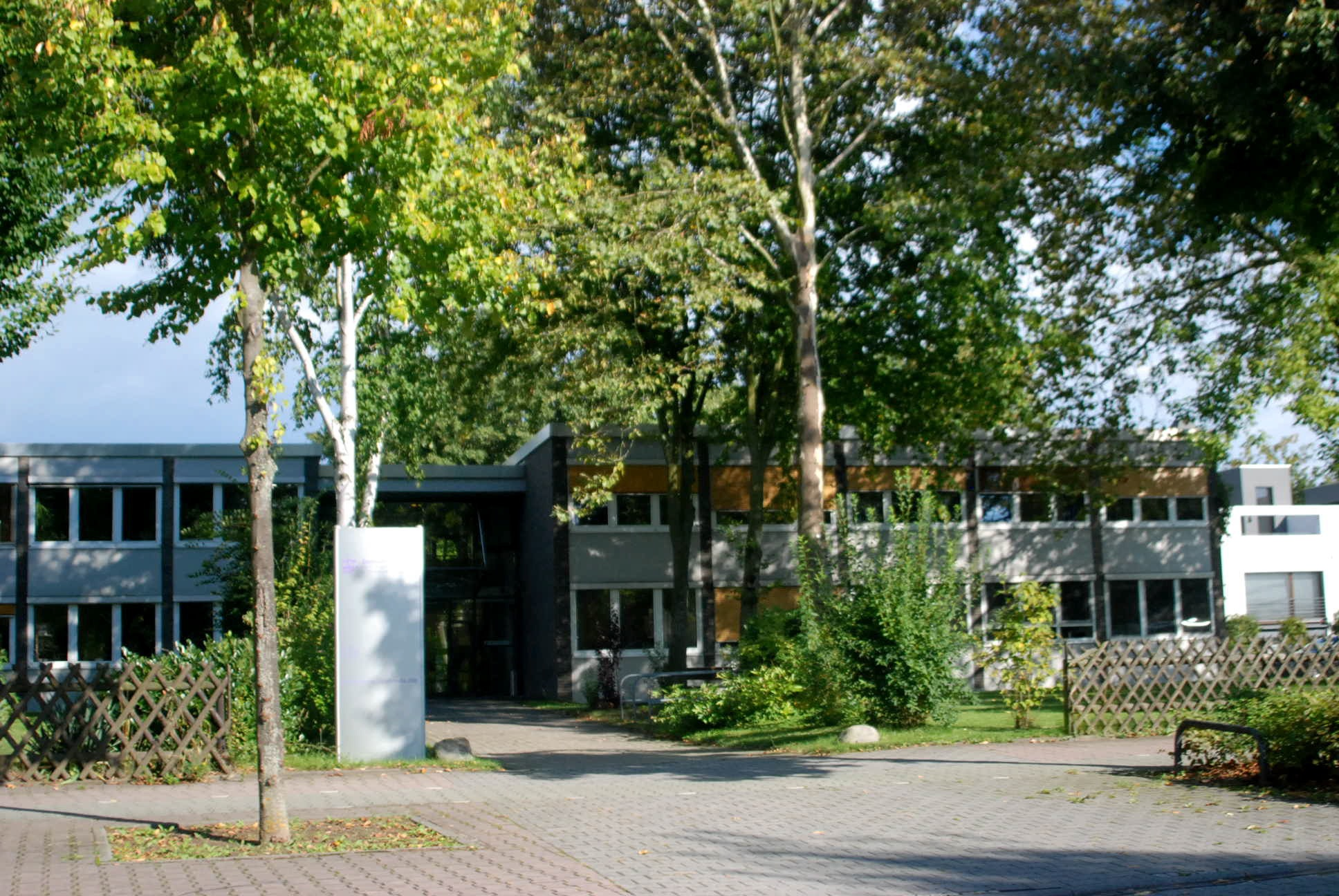
Zentrum Ökumene der EKHN
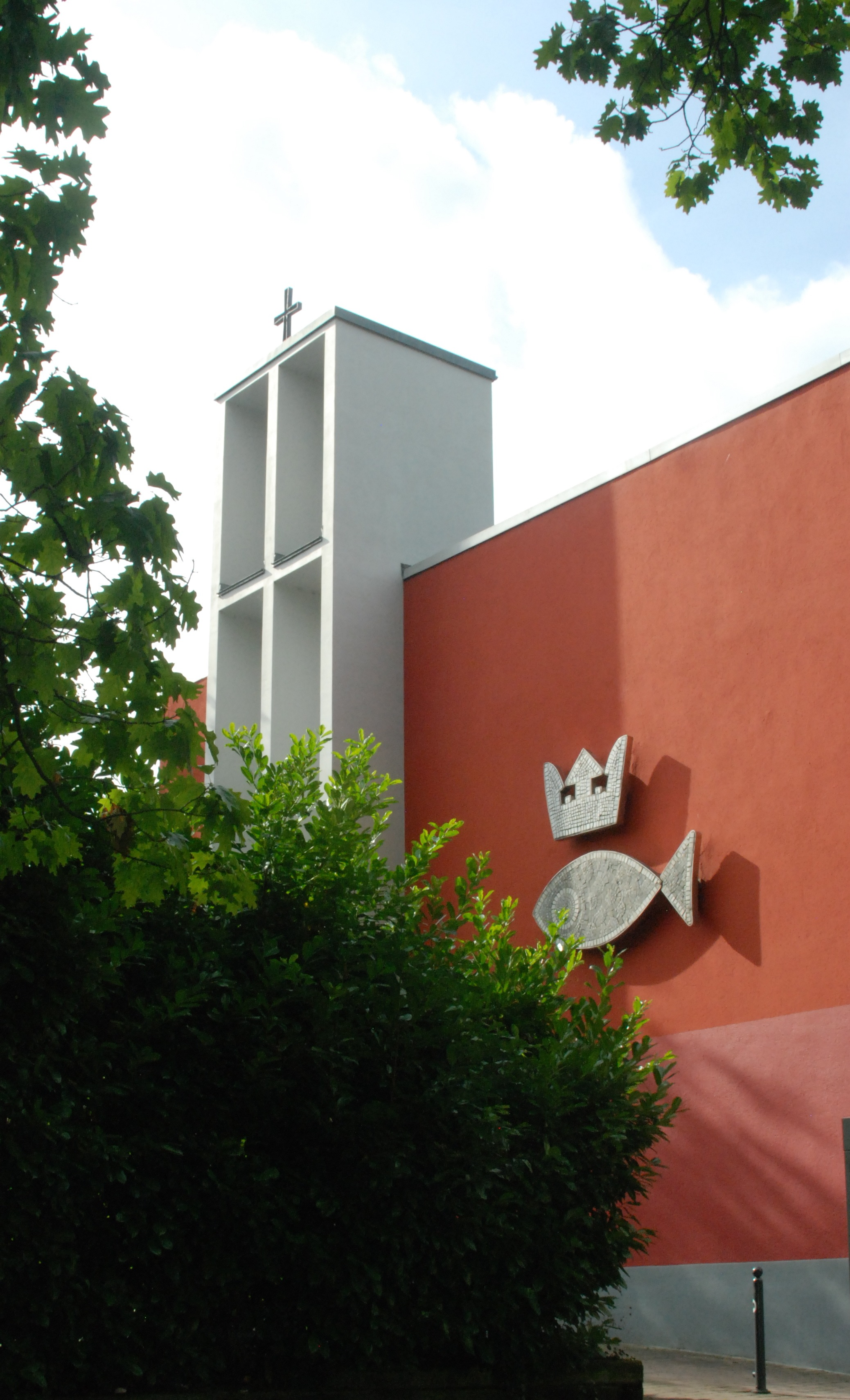
Christ-König-Kirche
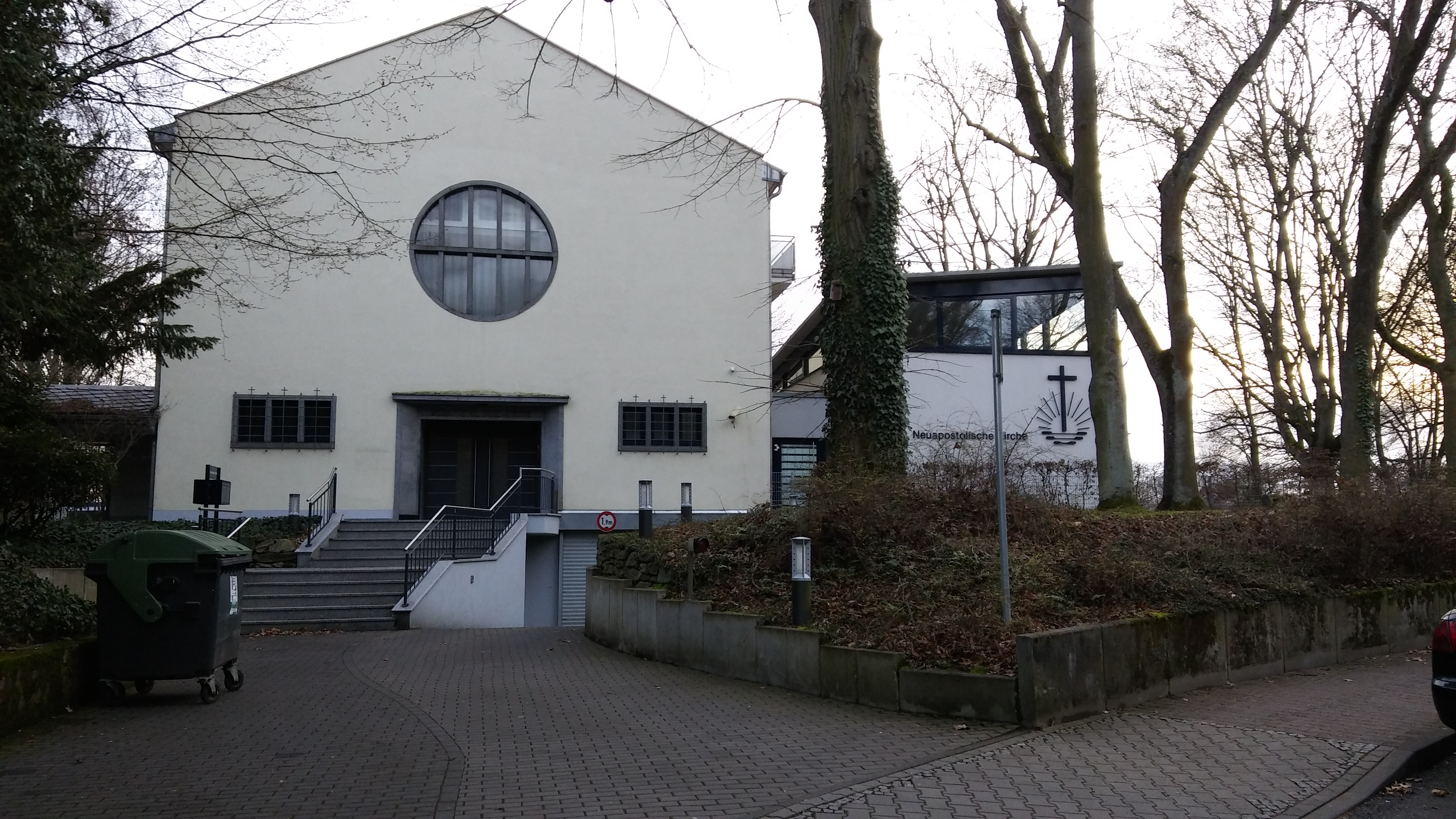
Neuapostolische Kirche Frankfurt (NAK)

## Schulen
- Die Ebelfeldschule (Grundschule), Praunheimer Hohl 4, 60488 Frankfurt. In direkter Nachbarschaft befindet sich die städtische Kindertagesstätte 16
- Liebigschule, Kollwitzstraße 3, 60488 Frankfurt – Öffentliches Gymnasium bis Jahrgang 13 / G9 / Europaschule (auch mit Schwerpunkt Sport)
- Gymnasium Nord (Stadtteil Westhausen), Muckermannstr. 1, 60488 Frankfurt
- Hermann-Luppe-Schule, An der Praunheimer Mühle 7–9, 60488 Frankfurt, Förderschule mit Förderschwerpunkt emotionale und soziale Entwicklung, fünf Klassen
- Landesfachschule für das Kfz-Gewerbe, Heerstraße 149, 60488 Frankfurt. 1963 von der Stadt Frankfurt, bzw. der Stiftung Waisenhaus, abgekauftes ehemaliges Hofgut, das zu einem mehrfach ausgezeichneten Berufsbildungs- und Technologiezentrum der Landesfachschule ausgebaut wurde.
- Französische Schule Lycee Victor Hugo, Gontardstraße 11, 60488 Frankfurt

## Sehenswürdigkeiten und Kulturdenkmäler
Die gotische Zehntscheune in der Graebestraße stammt wahrscheinlich aus dem 14. Jahrhundert. Nachdem das Gebäude nicht mehr für die Lagerung von Naturalien-Abgaben (der Zehnt) genutzt wurde, hatte es wechselnde Funktionen als Gefängnis, Leichenhalle und Feuerwehrgarage. Seit den 1990er-Jahren dient die Zehntscheune als Veranstaltungsort und wird für Sitzungen des Ortsbeirates genutzt.
Die Bildhauerin Marita Kaus hatte ihre Arbeitsstätte auf einem großen Gartengrundstück gegenüber dem Wasserwerk Praunheim am Rande des Niddaparks. Der Skulpturengarten kann heute (Stand 2021) besichtigt werden; Führungen und Vorträge organisiert der Verein KunstWerk Praunheim.
An das Leben der Juden bzw. Verfolgten in Praunheim während des Nationalsozialismus erinnern drei Stolpersteine.
In einer ehemaligen umgebauten Kegelbahn in der Straße Alt-Praunheim 44 wurde 2017 ein Vespa-Museum eröffnet.

## Sport

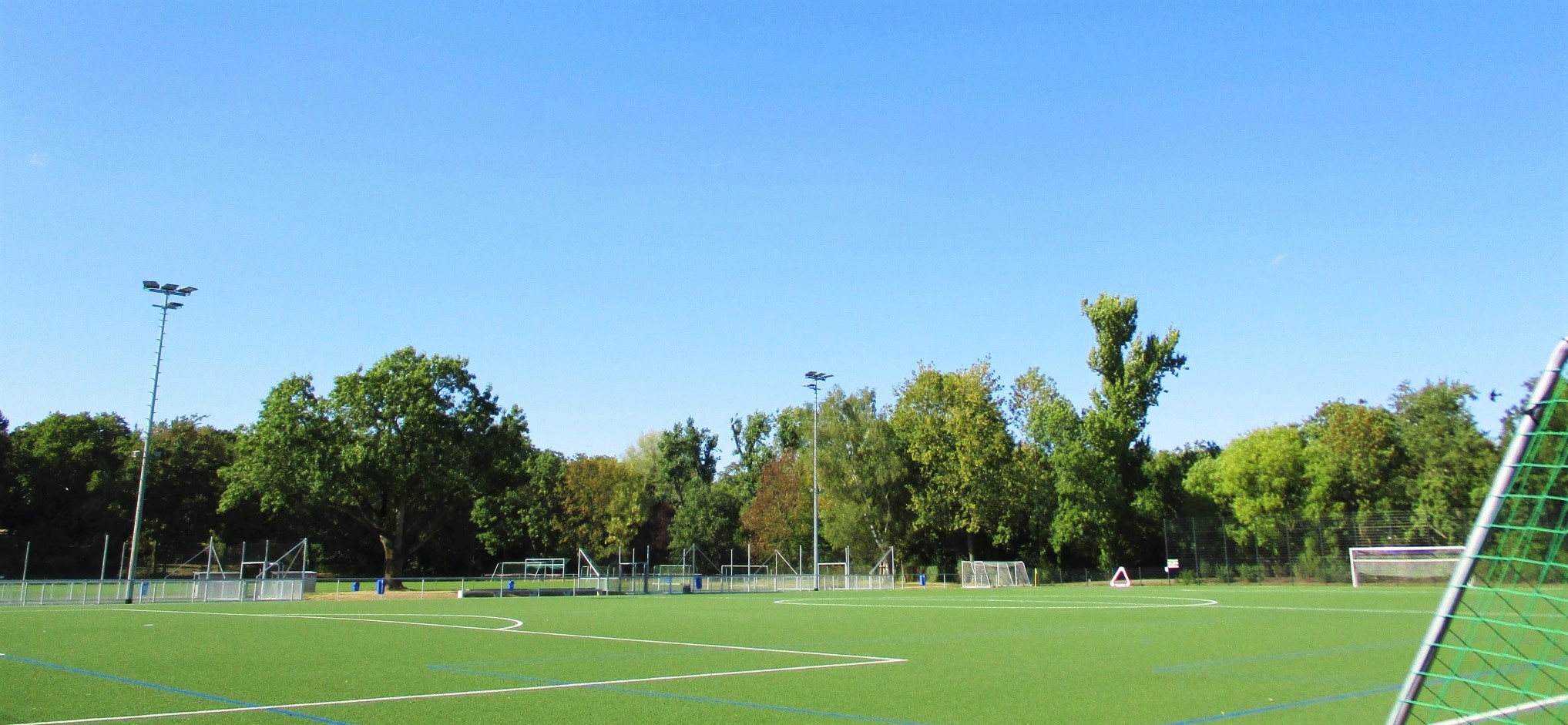
Praunheim, Sportplatz

Die 1971 gegründete Frauenfußballabteilung der SG Praunheim 1908, die ihre Spiele auf dem Fußballplatz Praunheimer Hohl austrug und 1998 zum 1. FFC Frankfurt ausgelagert wurde, spielte lange in der höchsten deutschen Spielklasse. Der 1. FFC Frankfurt, der 2020 mit Eintracht Frankfurt fusionierte, spielt jetzt in Frankfurt-Rödelheim. Eines der beiden Spielfelder des Praunheimer Fußballplatzes wurde im Jahre 2017 aufwendig saniert und in eine Kunstrasenfläche umgewandelt. Die Einweihung erfolgte am 30. Oktober 2017 durch den Sportdezernenten der Stadt Frankfurt.
Außerdem gibt es in Praunheim unter anderem den Volleyballverein TG Römerstadt, den Skatverein SC Brühlfüchse und den Segelverein Mainflower.
Ein Rodelhang befindet sich auf der Adlerwiese. Die Adlerwiese ist eine Grünanlage nahe der Straße Am Ebelfeld und liegt zwischen dem Wohngebiet der Siedlung Praunheim und dem Frankfurter Grüngürtel entlang der Nidda.
Weiterhin führt der Europäische Fernwanderweg E1 über das Praunheimer Wehr.

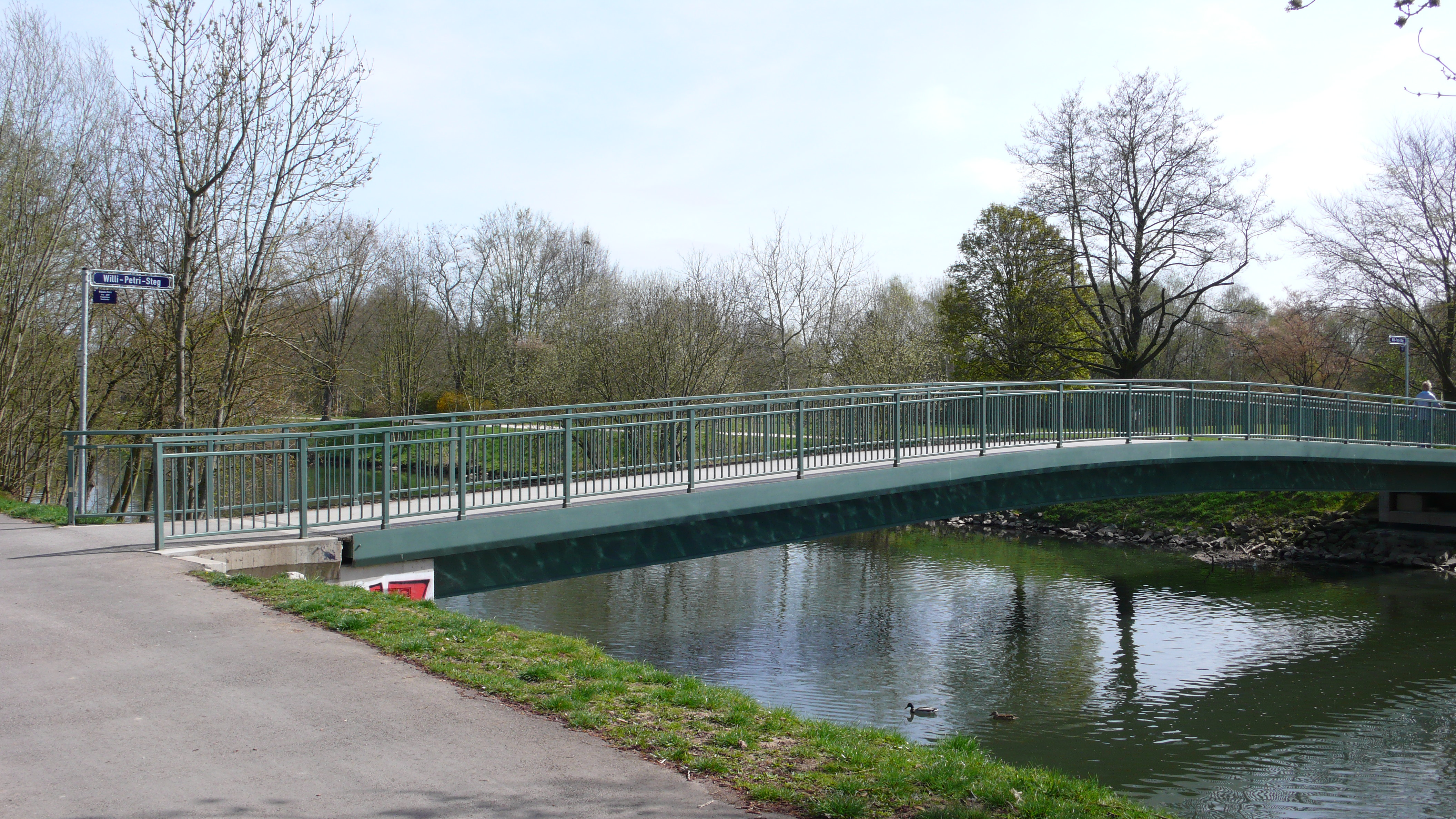
Willi-Petri-Steg, Niddabrücke
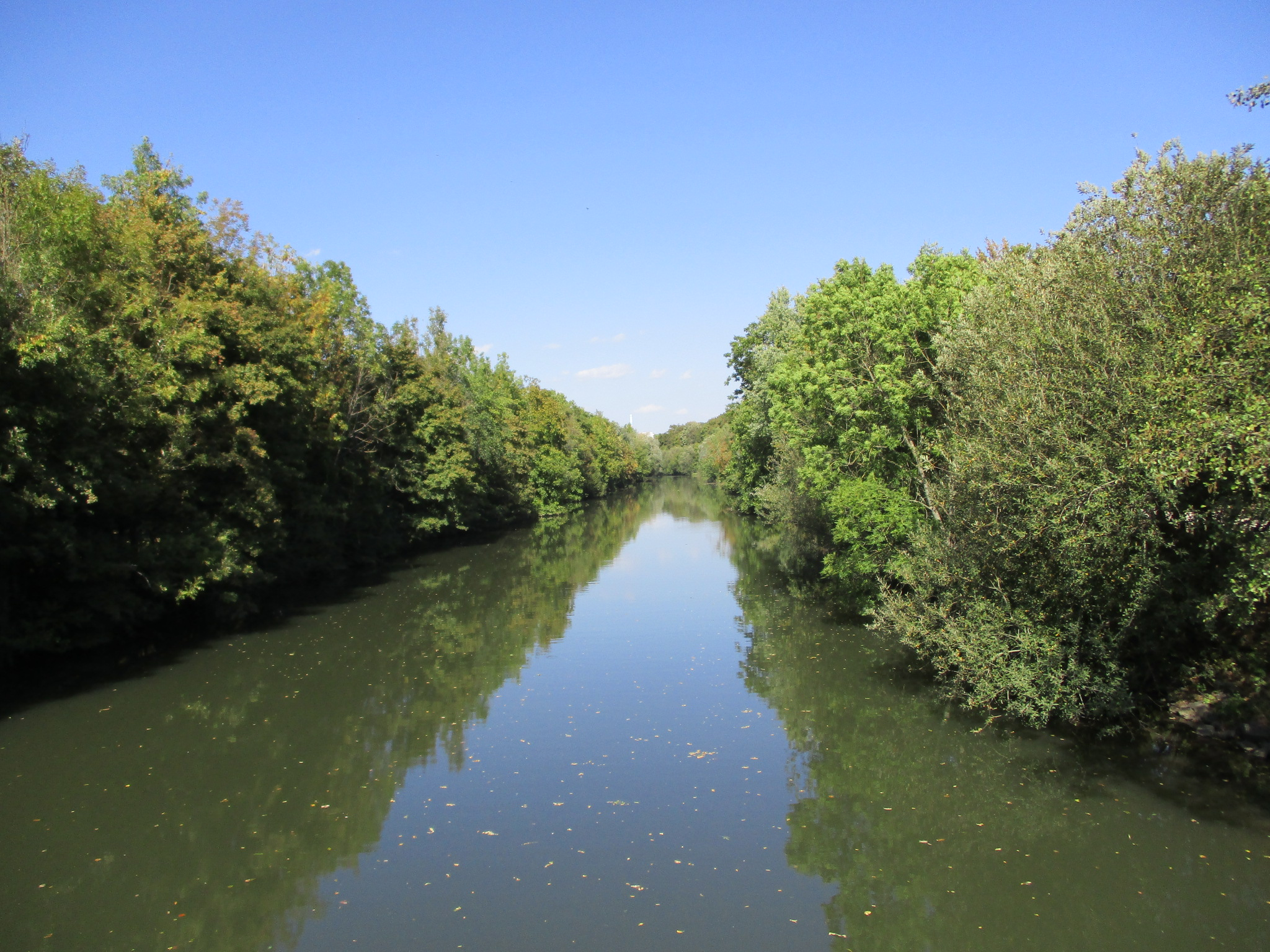
Die Nidda vom Willi-Petri-Steg fotografiert
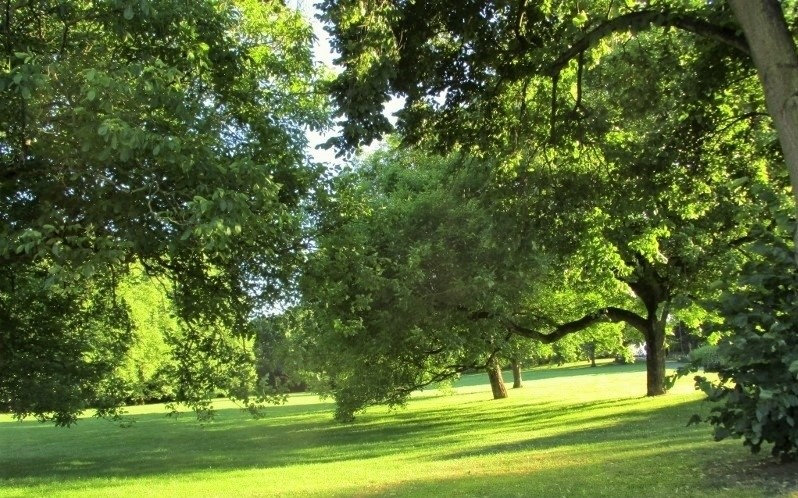
Adlerwiese
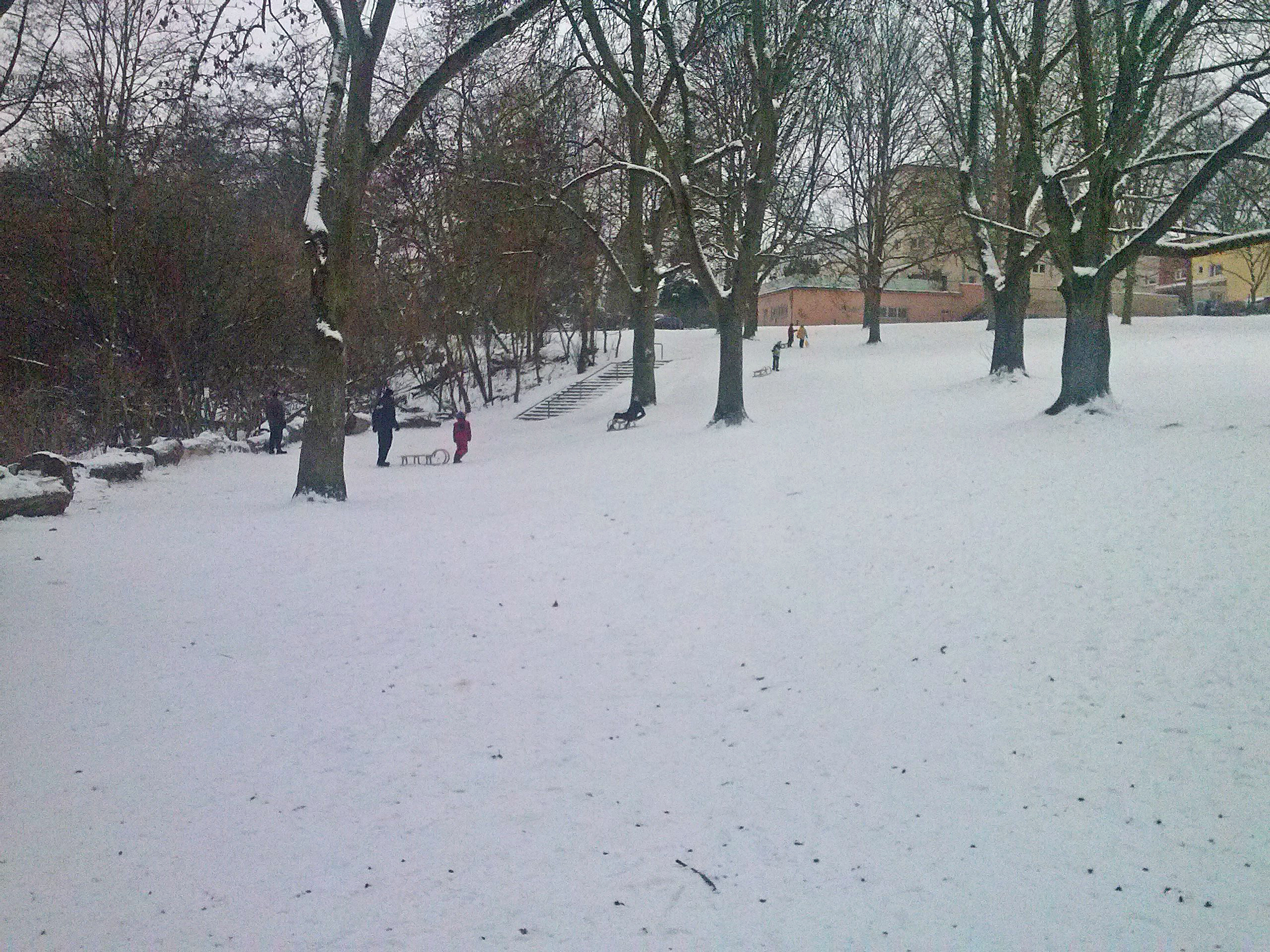
Adlerwiese in Frankfurt-Praunheim, Rodelhang
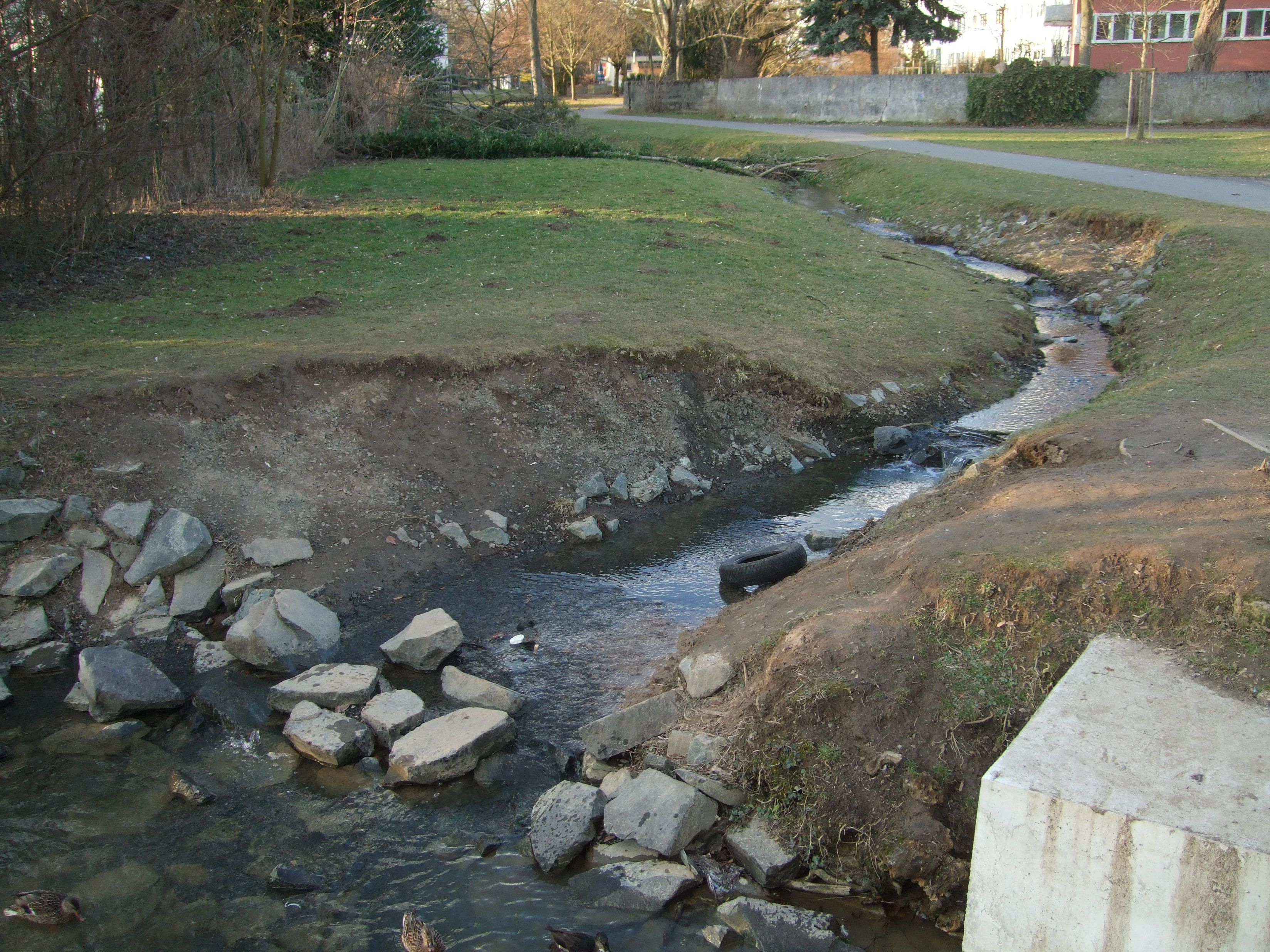
Mündung des Steinbachs in die Nidda

## Vereine und Veranstaltungen
In Praunheim gibt es ein reges Vereinsleben. Dazu zählen der Bürgerverein Praunheim, die Freiwillige Feuerwehr Praunheim sowie ein Kleingartenverein.
Das jährliche Zehntscheunenfest findet als Sommerfest in der Graebestraße statt mit Veranstaltungen für alle Altersgruppen und zahlreichen Musikveranstaltungen. Eine Institution in Praunheim ist die Partyband Fullstop, die seit über 40 Jahren in Frankfurt und Umgebung auftritt.
Auch in den Kirchengemeinden werden zahlreiche Feste und Veranstaltungen ausgerichtet, zudem ist die evangelische Auferstehungskirche über die Grenzen des Stadtteils für ihre Kirchenmusiken bekannt.

## Persönlichkeiten
In Praunheim geborene Persönlichkeiten
- Carl James Peter Graebe (1841–1927; manchmal auch Carl Gräbe) war ein deutscher Chemiker
- Karl Luckhardt (1886–1970), Kunstmaler
- Willi Petri (1916–2009), Chronist und Kunstmaler
- Hans Steinbrenner (1928–2008), Bildhauer

In Praunheim lebende bzw. wirkende Persönlichkeiten
- Willy Berking (1910–1979), Orchesterleiter (HR), Posaunist und Komponist
- Ulrich Caspar (* 1956) ist ein deutscher Unternehmer und Politiker der CDU im Hessischen Landtag
- Uwe Günzler (1941–2008), Journalist und Fernsehmoderator (HR)
- Heinz Günter Heygen (* 1953), ist ein deutscher Journalist und Showmaster; Hörfunk-Moderator des Hessischen Rundfunks
- Marita Kaus (1940–2010), Bildhauerin
- Sonya Kraus (* 1973), TV-Moderatorin
- Albert Mangelsdorff (1928–2005), Jazzmusiker
- Rosa von Praunheim (* 1942), Filmschaffender
- Willi van Ooyen (* 1947), pädagogischer Leiter der Praunheimer Werkstätten 1997–2008; MdL Hessen 18. Wahlperiode, Fraktionsvorsitzender der Partei Die Linke

## Verkehr

### Straßenverkehr
Praunheim wird von zwei Autobahnen durchzogen (A66 und A5). Auch hat Praunheim drei große Ausfallstraßen (Praunheimer Landstraße, Ludwig-Landmann-Straße und Heerstraße).

### ÖPNV
U-Bahn-Linie U7 Haltestelle Heerstraße (Busanbindung Linie 60) sowie U-Bahn-Linie U 6 Haltestelle Hausen (Busanbindungen Linien M72 und M73). In der Nacht fährt Linie N2 durch Praunheim.
| Linie | Verlauf | Takt                 |
| ----- | --- | -------------------- |
| S6    | Hausen – Große Nelkenstraße – Industriehof – Kirchplatz – Leipziger Straße – Bockenheimer Warte – Westend – Alte Oper – Hauptwache – Konstablerwache – Zoo – Ostbahnhof | 10 min 7/8 min (HVZ) |
| S7    | Praunheim Heerstraße – Friedhof Westhausen – Stephan-Heise-Straße – Hausener Weg – Fischstein – Industriehof – Kirchplatz – Leipziger Straße – Bockenheimer Warte – Westend – Alte Oper – Hauptwache – Konstablerwache – Zoo – Habsburgerallee – Parlamentsplatz – Eissporthalle/Festplatz – Johanna-Tesch-Platz – Schäfflestraße – Gwinnerstraße – Kruppstraße – Hessen-Center – Enkheim | 10 min 7/8 min (HVZ) |

Weiterhin ist die Regionaltangente West eine geplante Regionalstadtbahn-Linie im Schnellbahnnetz des Rhein-Main-Gebietes.